# Llista de peixos de Benín

Localització de Benín a l'Àfrica Occidental

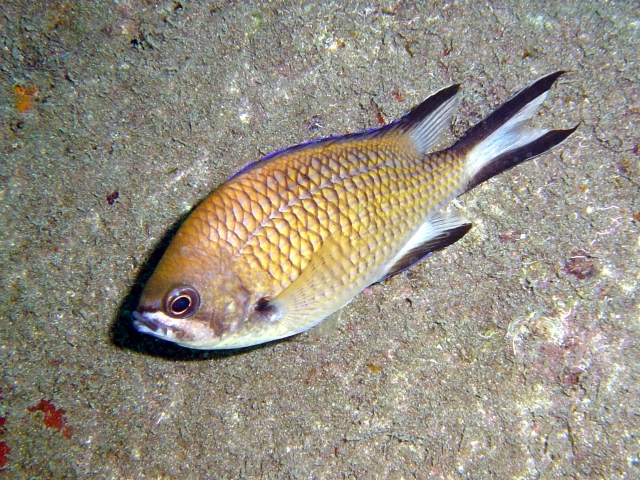
Chromis limbata

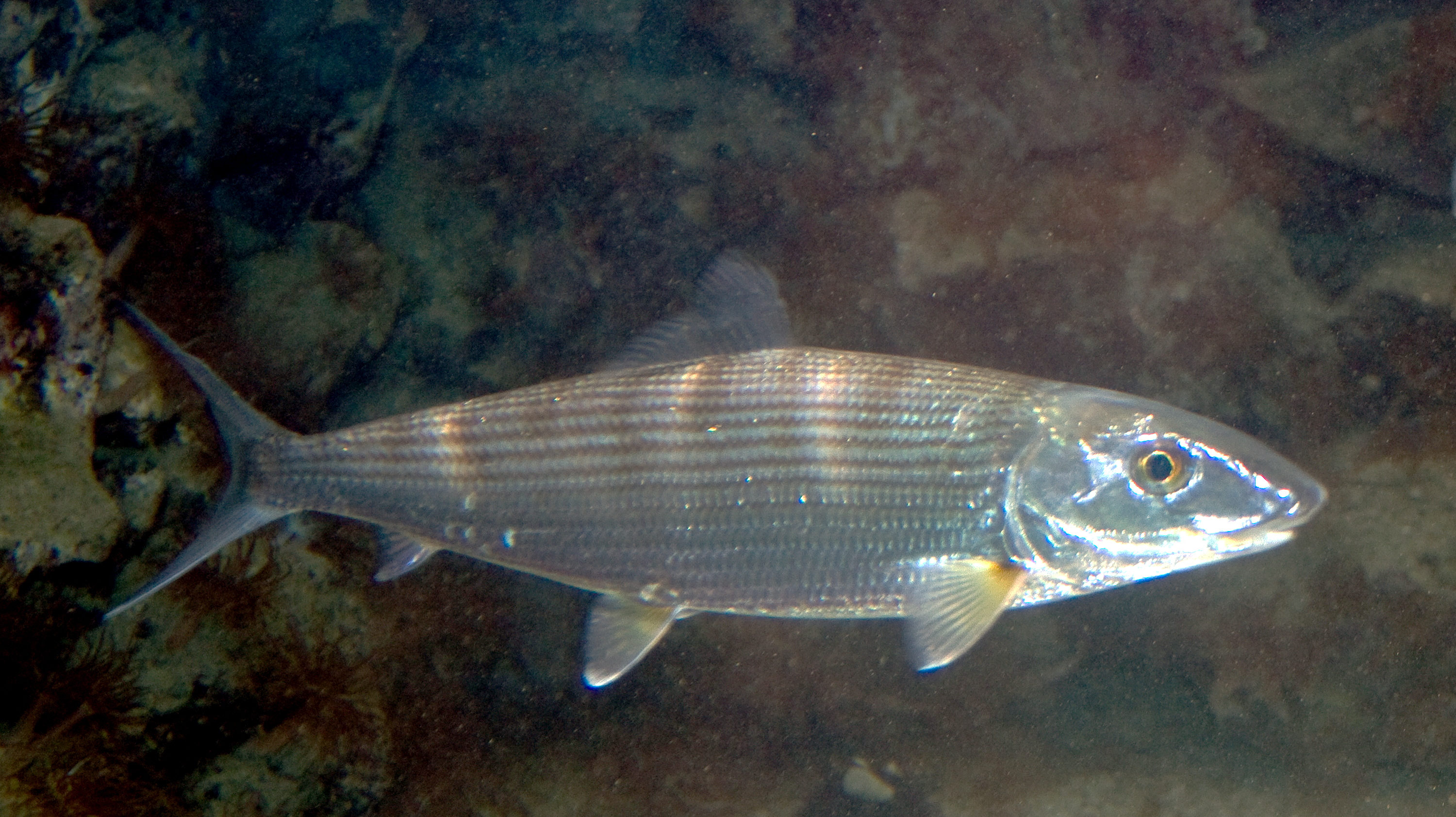
Peix os (Albula vulpes)

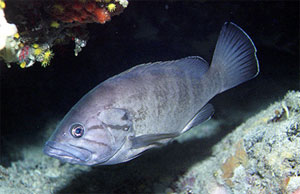
Mero déntol (Epinephelus caninus)

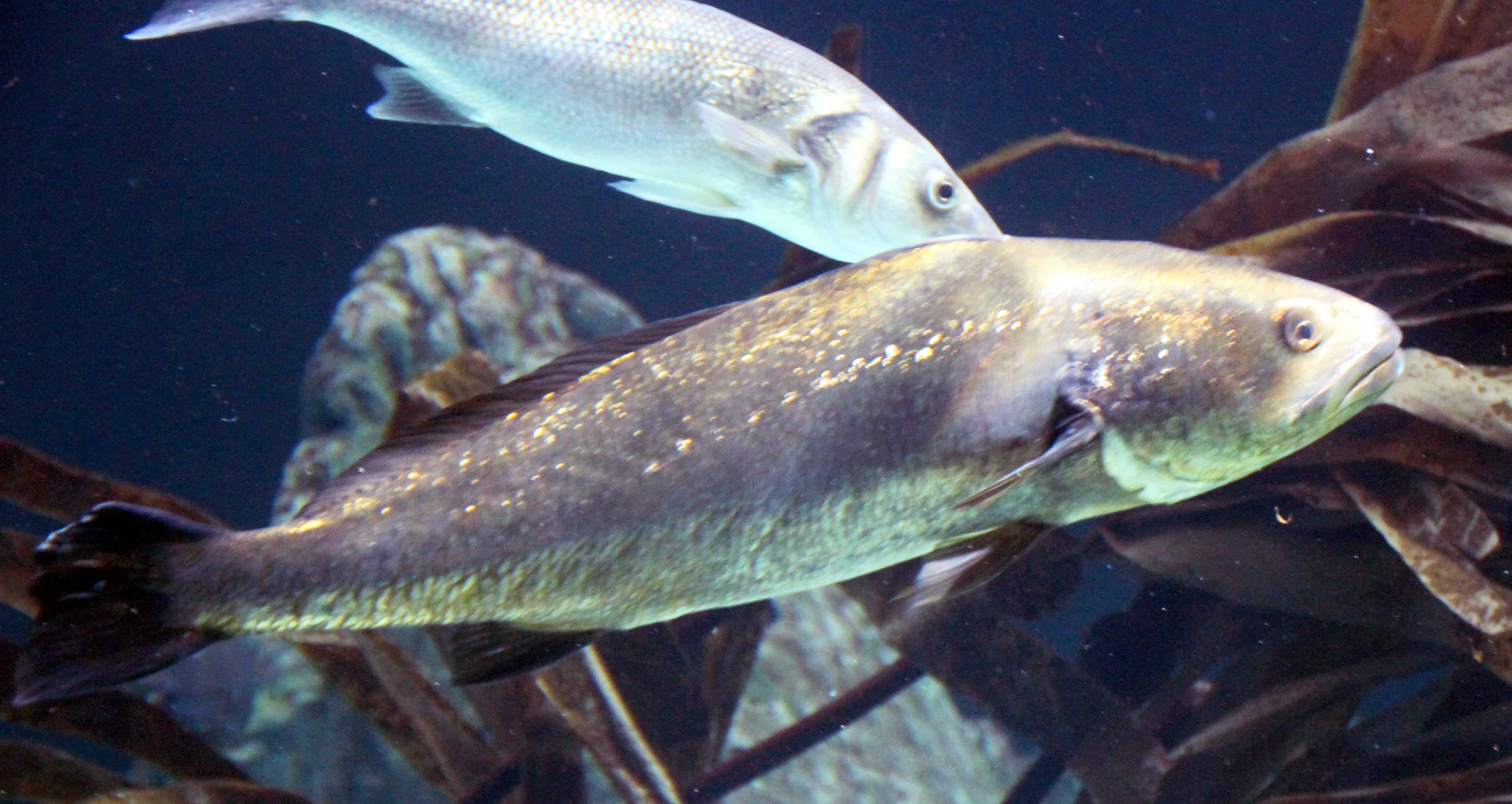
Reig (Argyrosomus regius)

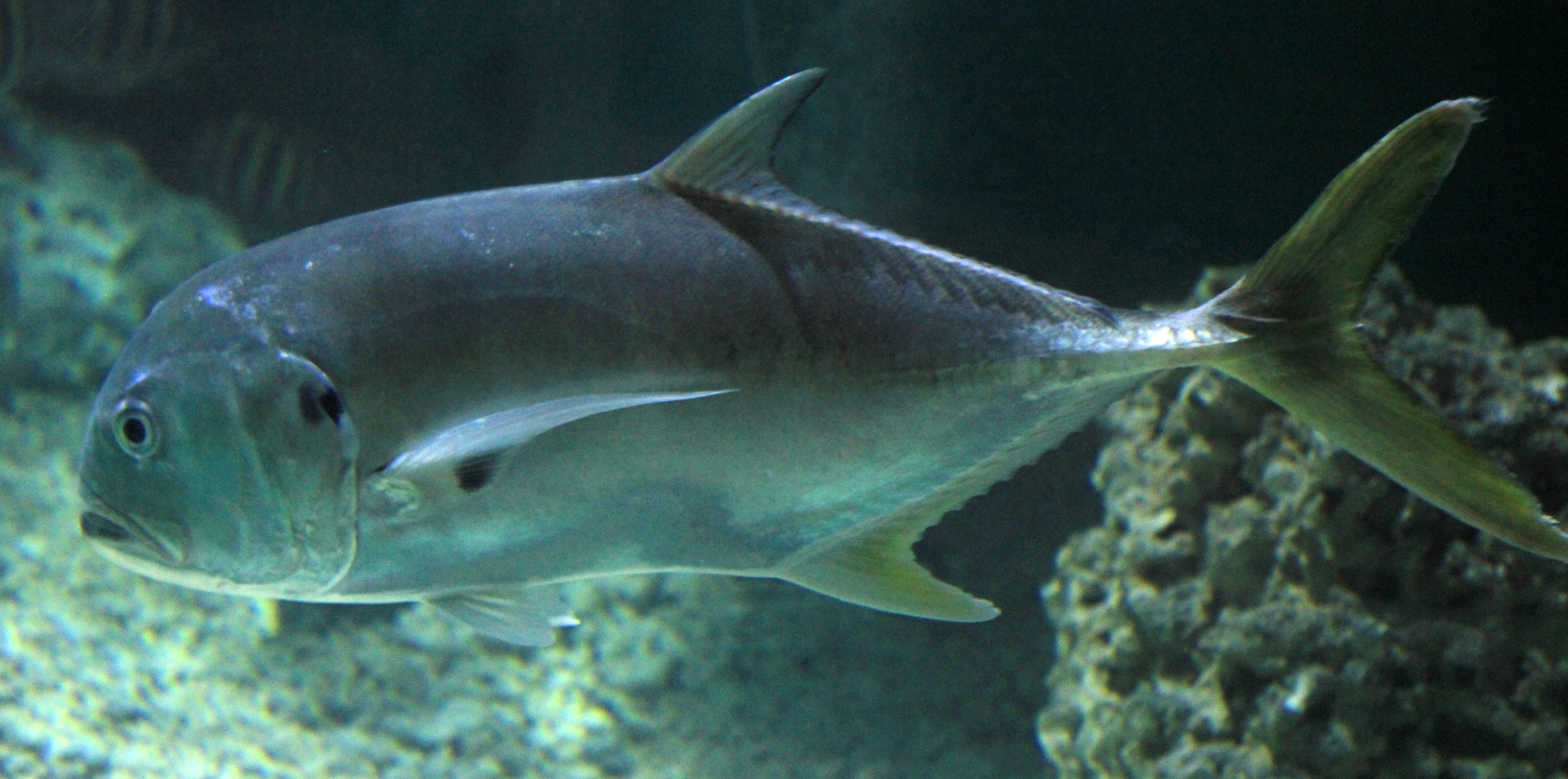
Sorella castanyola (Caranx hippos)

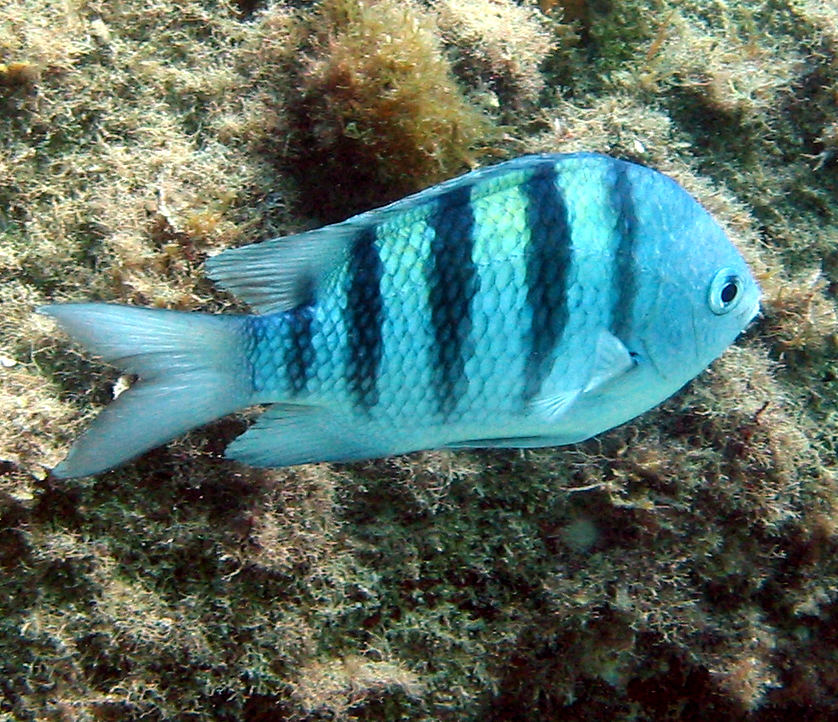
Sergent major (Abudefduf saxatilis)

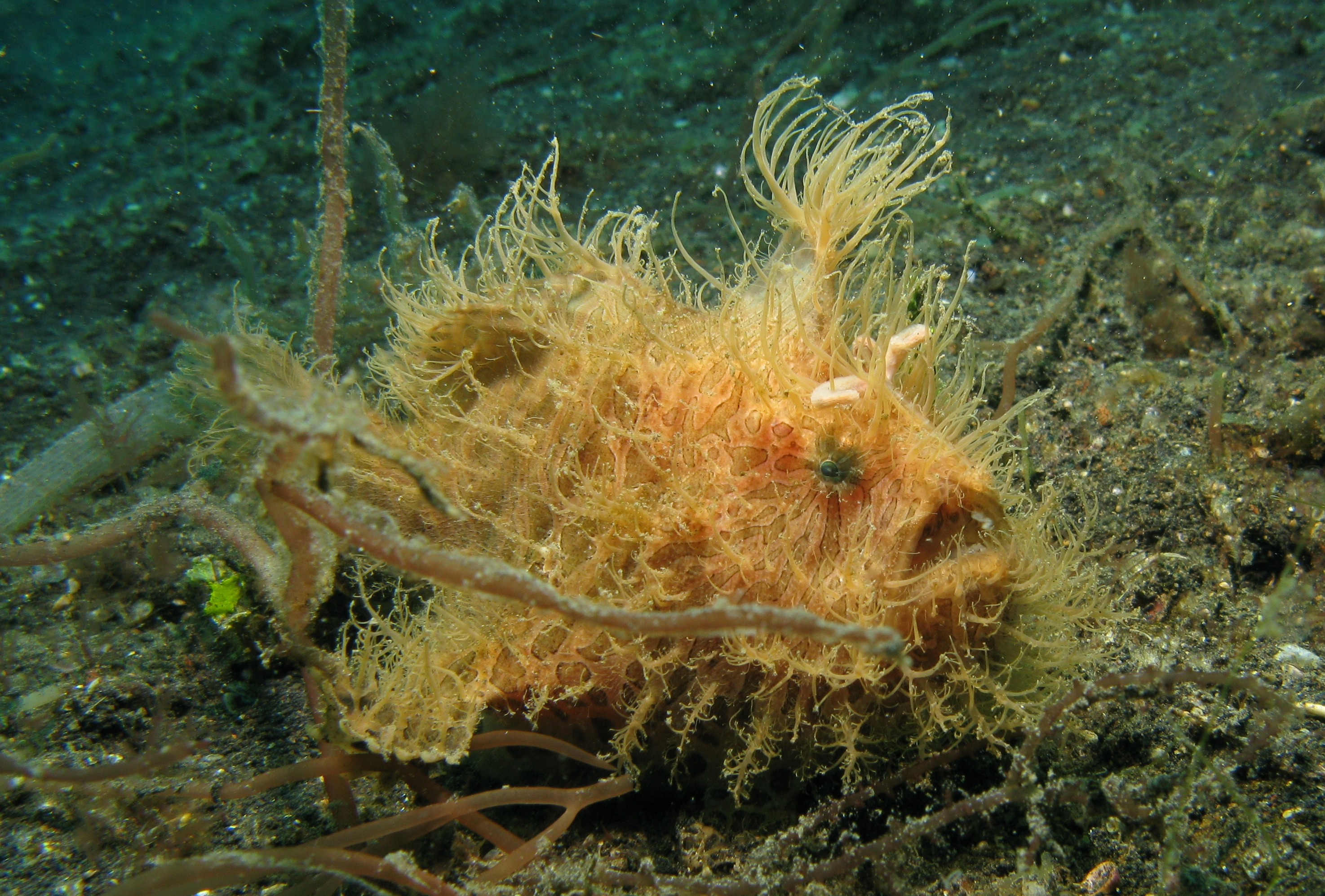
Antennarius striatus

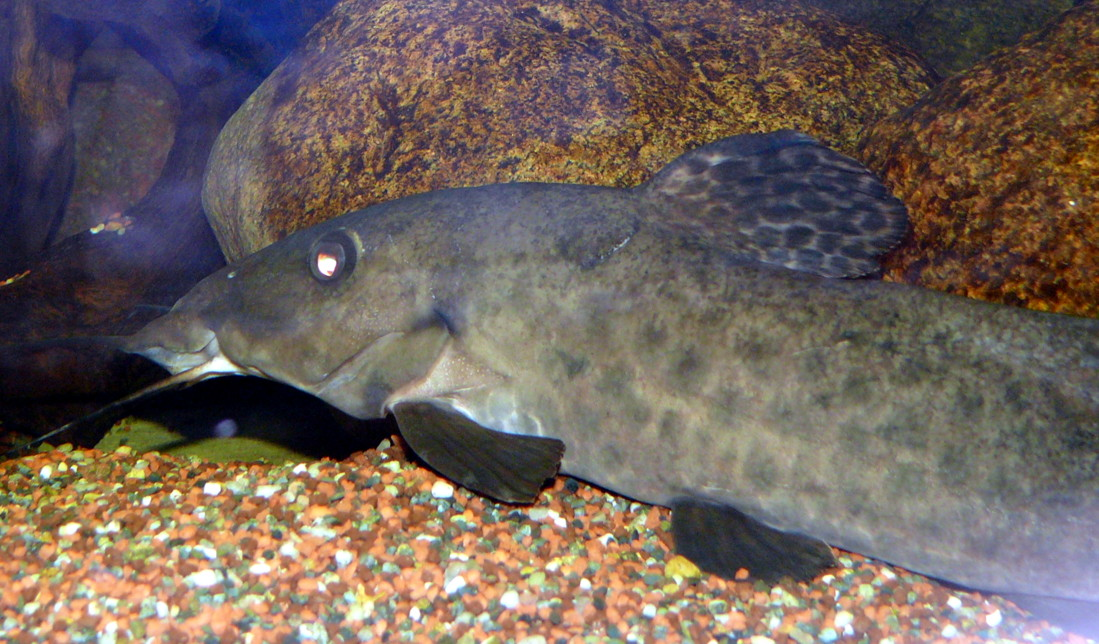
Auchenoglanis occidentalis

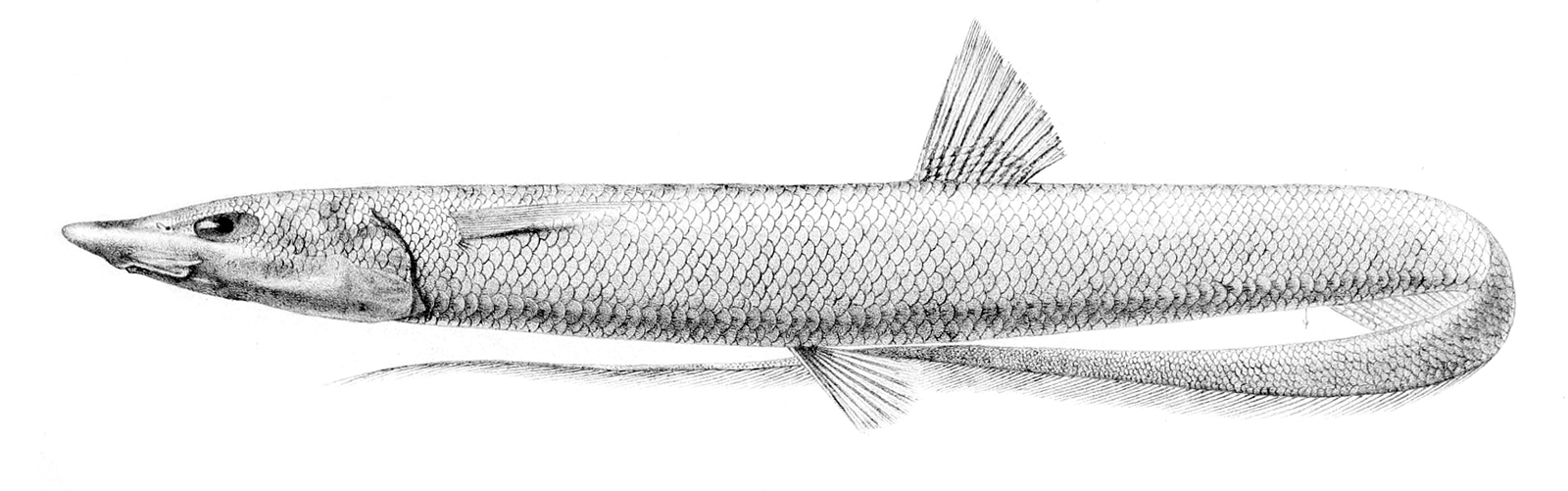
Halosaurus ovenii (il·lustració del 1888)

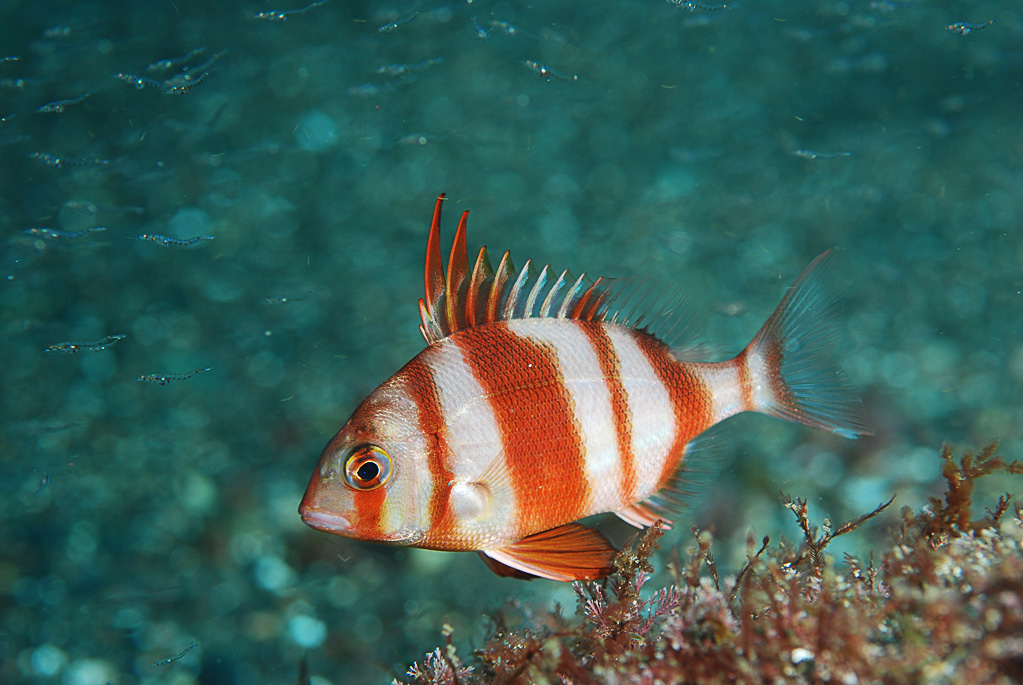
Pagrus auriga

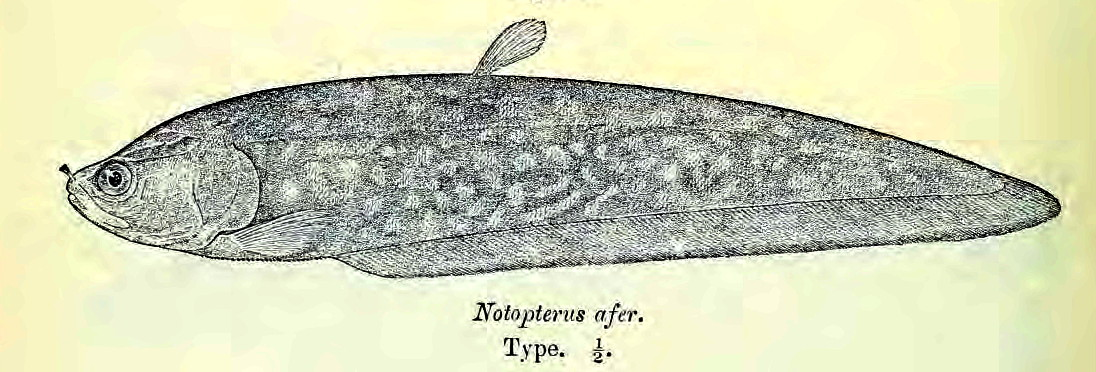
Papyrocranus afer (il·lustració del 1909)

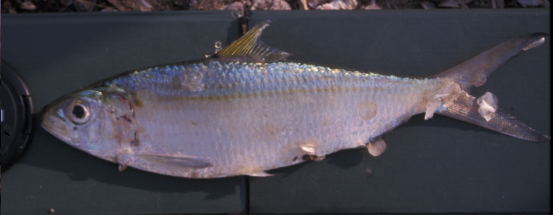
Ethmalosa fimbriata

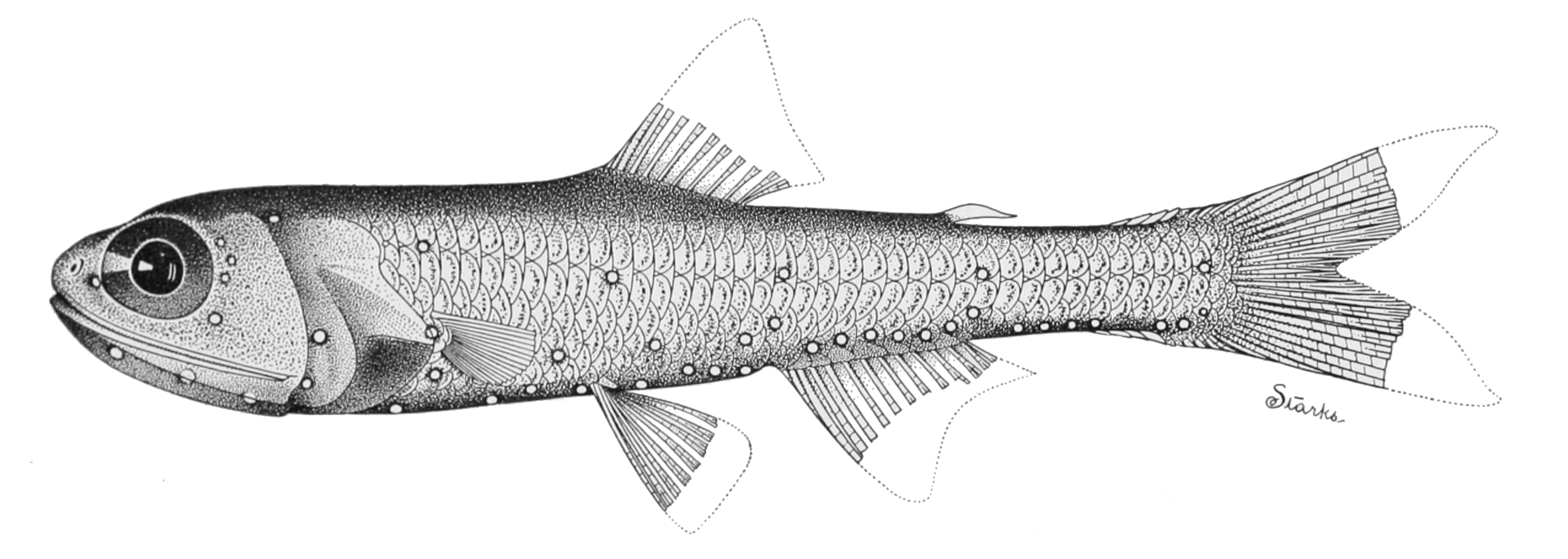
Bolinichthys photothorax (il·lustració del 1908)

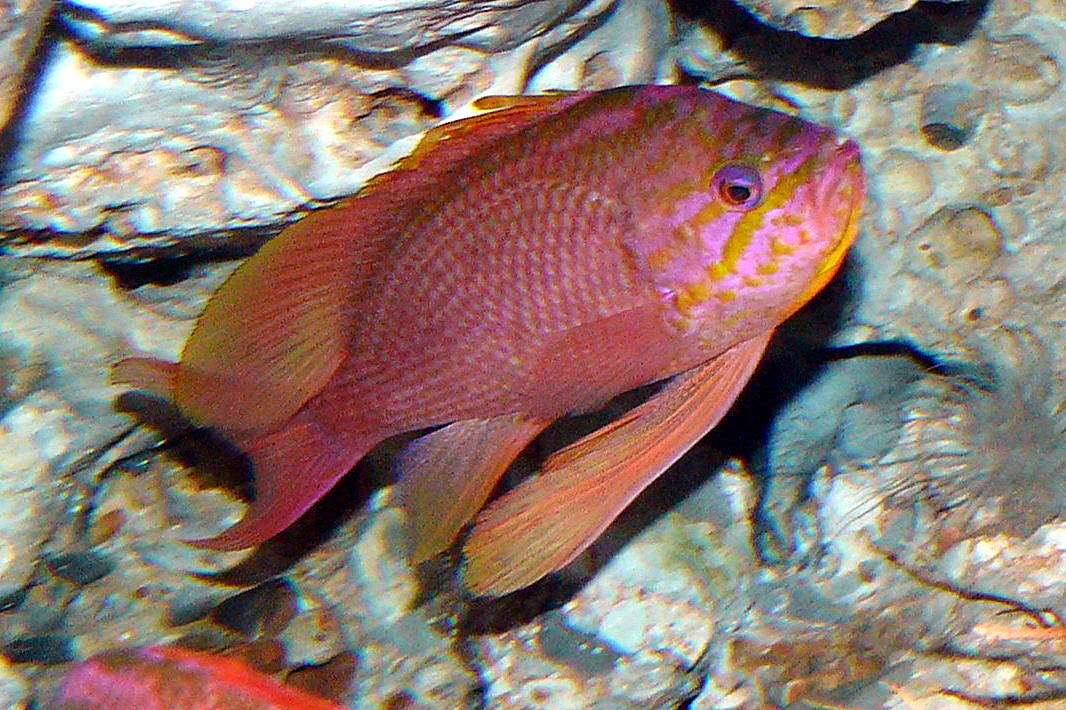
Forcadella (Anthias anthias)

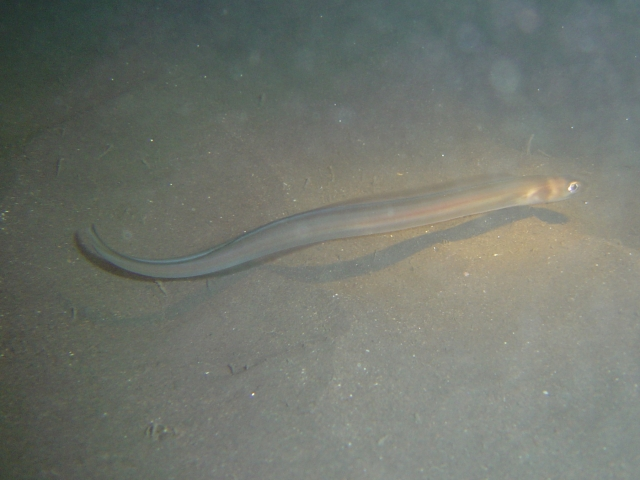
Congre roig (Ariosoma balearicum)

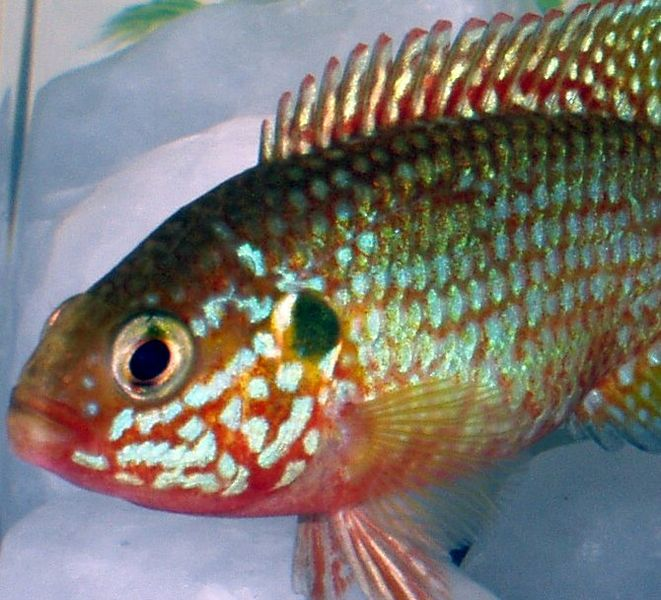
Cíclid de dues taques (Hemichromis bimaculatus)

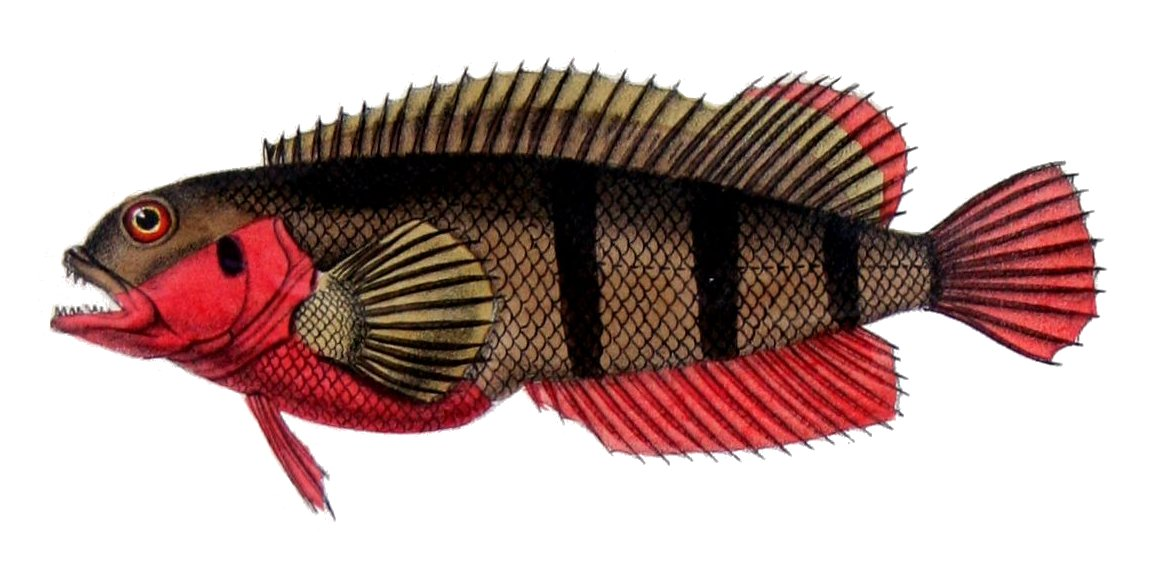
Labrisomus nuchipinnis (il·lustració del 1856)

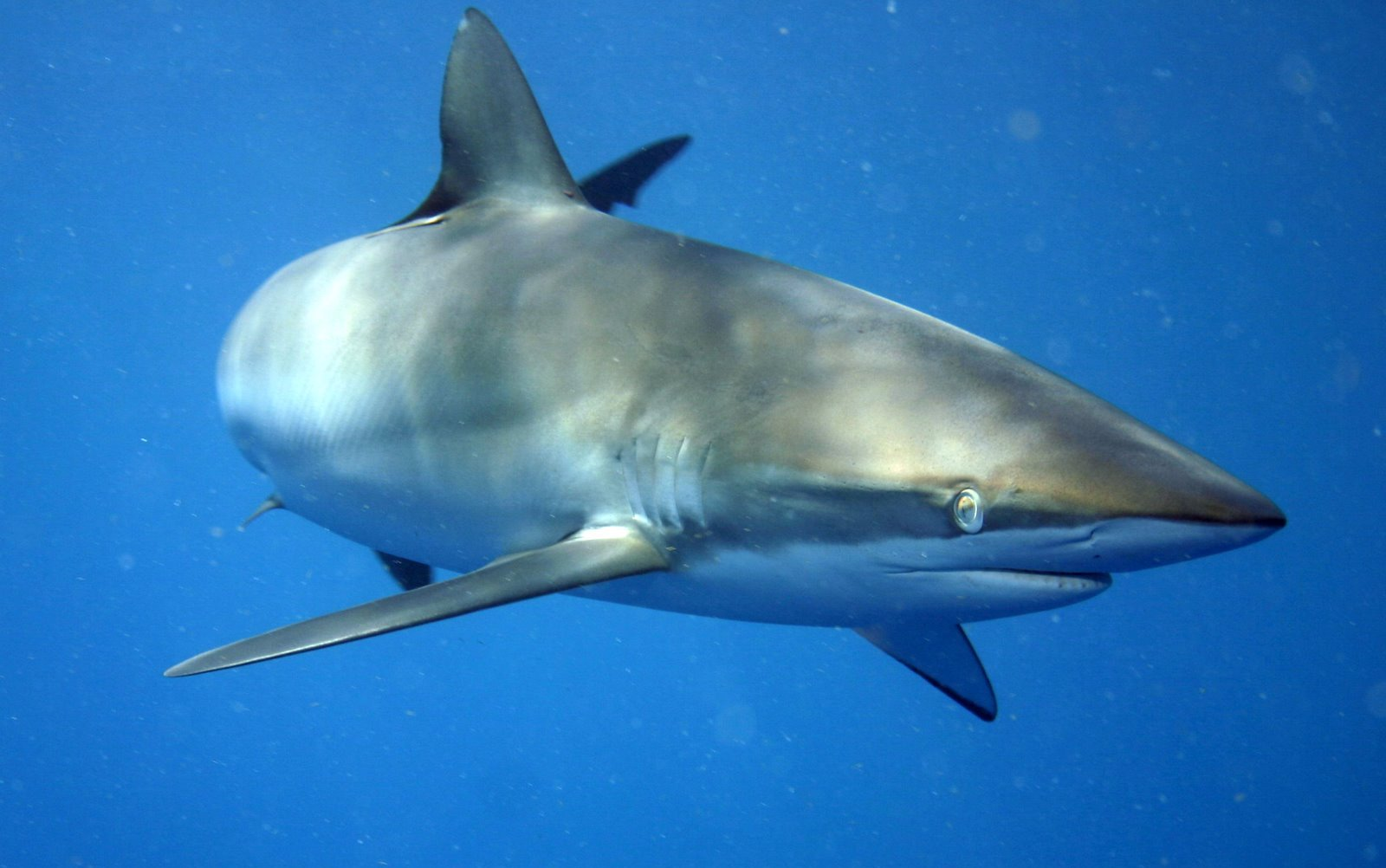
Tauró sedós (Carcharhinus falciformis)

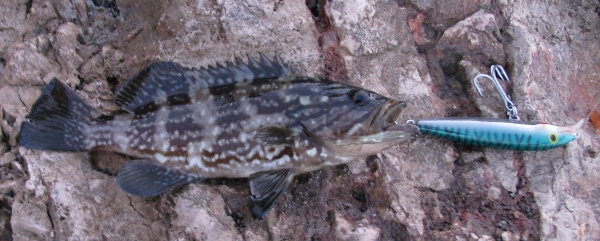
Mero rosat (Mycteroperca rubra)

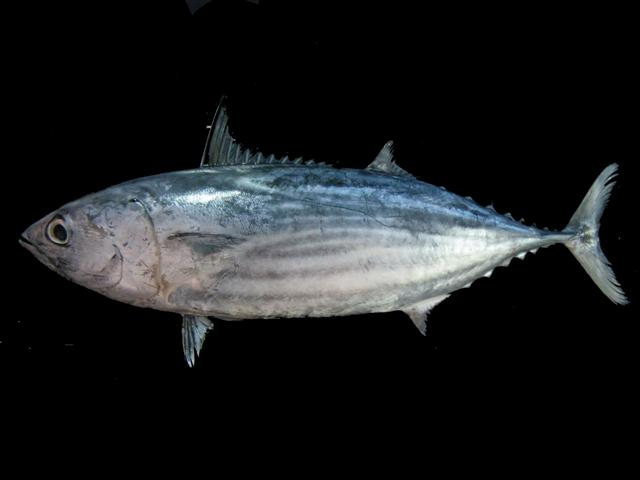
Bonítol de ventre ratllat (Katsuwonus pelamis)

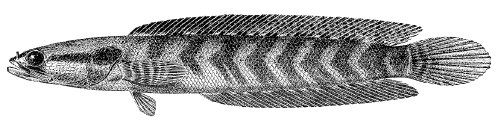
Parachanna africana

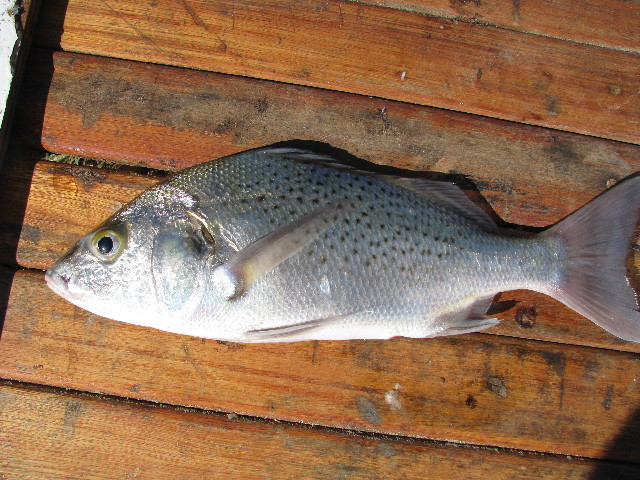
Pomadasys jubelini

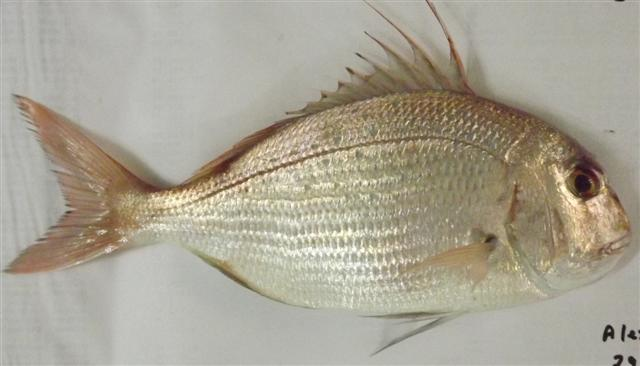
Pagrus caeruleostictus

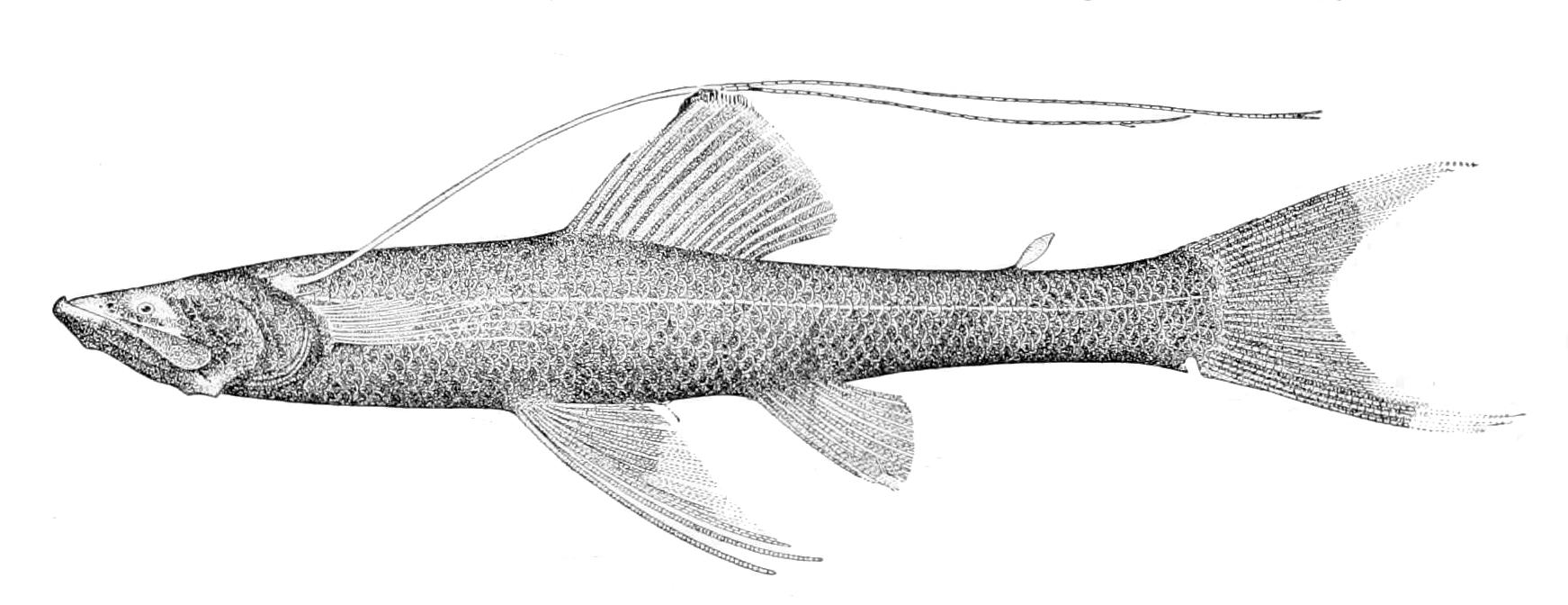
Bathypterois atricolor (il·lustració del 1905)

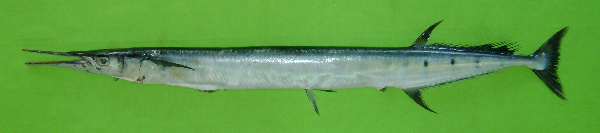
Ablennes hians

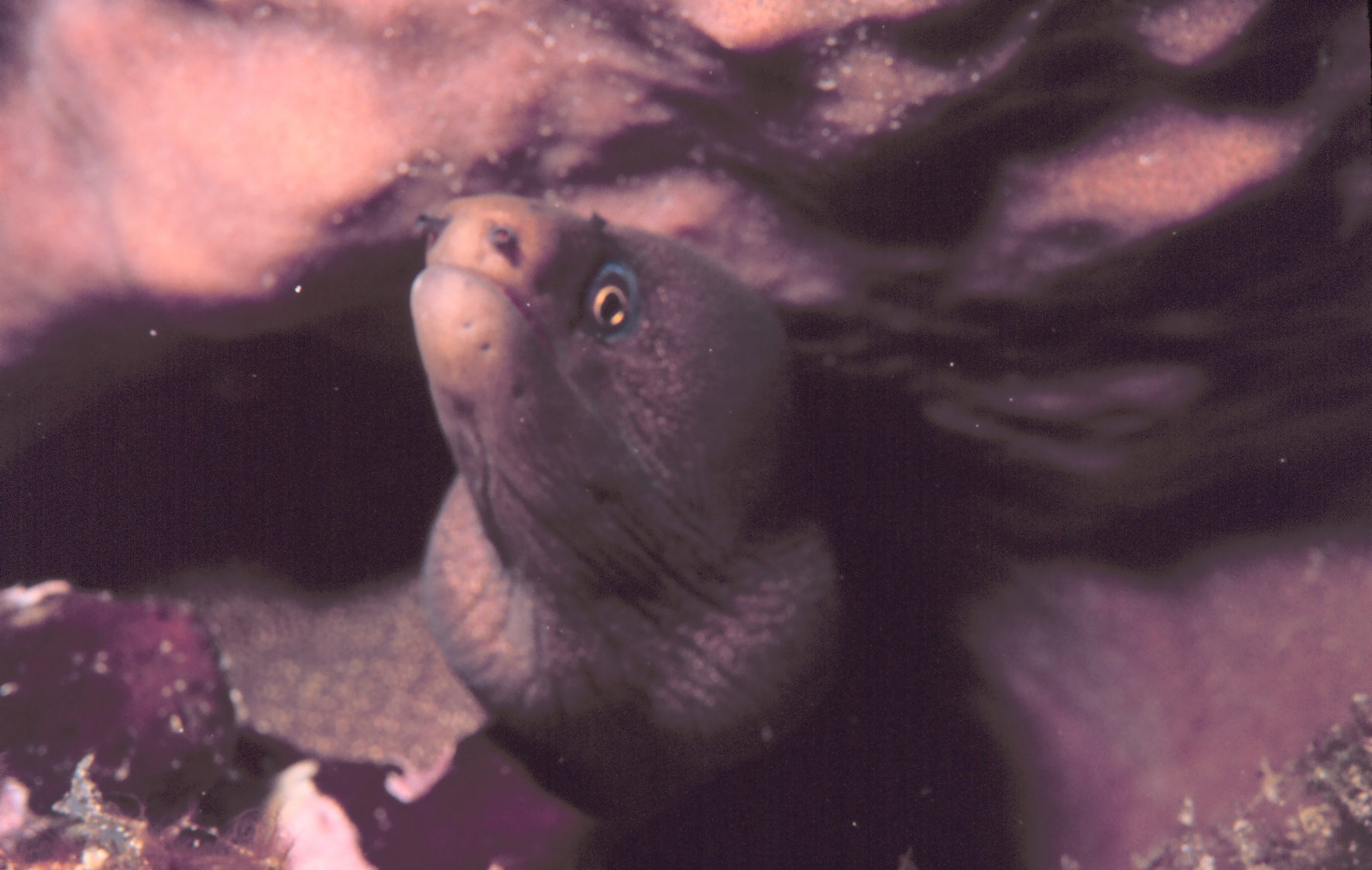
Enchelycore nigricans

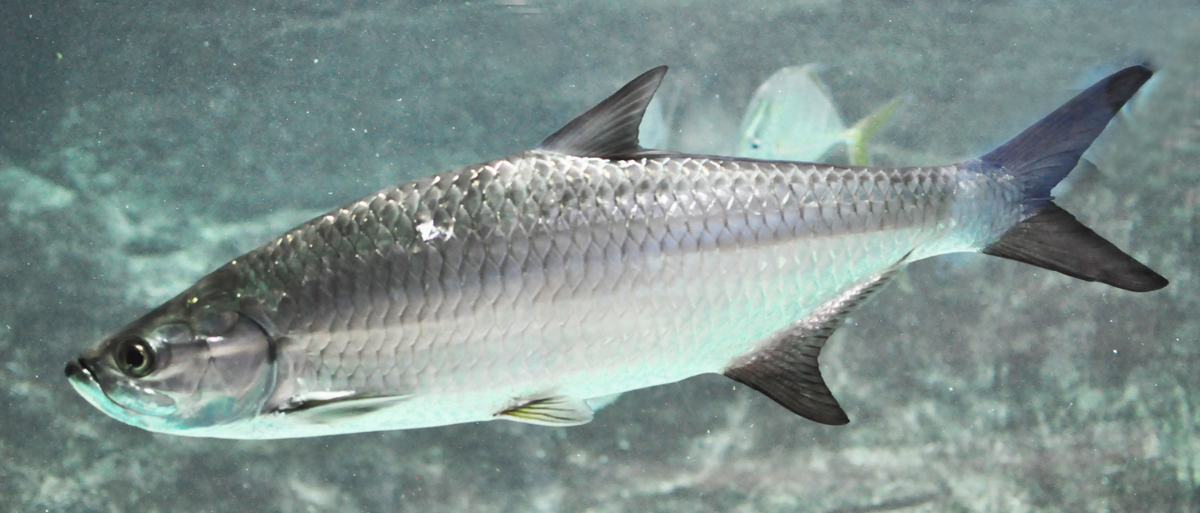
Megalops atlanticus

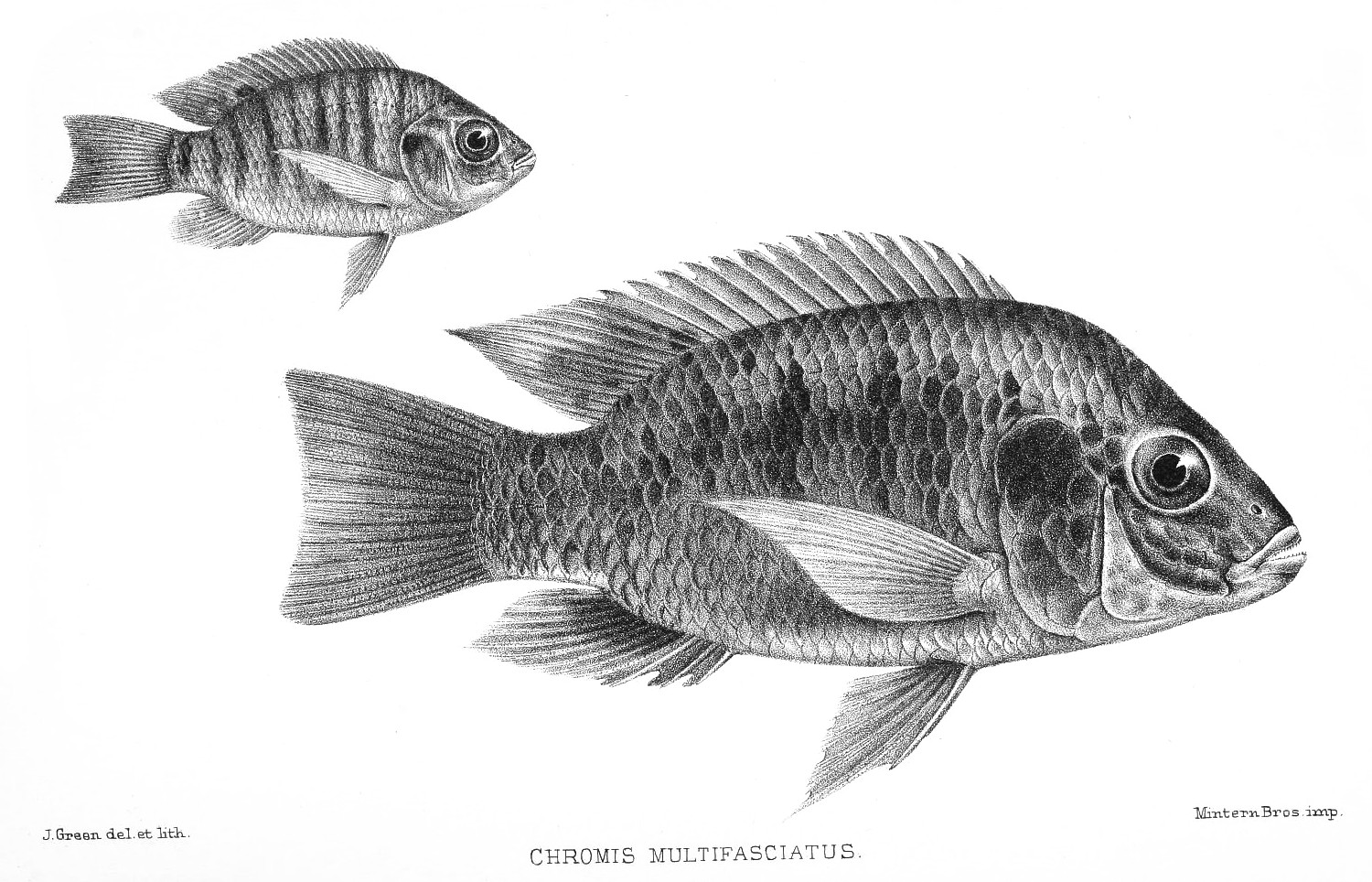
Sarotherodon galilaeus (il·lustració del 1902)

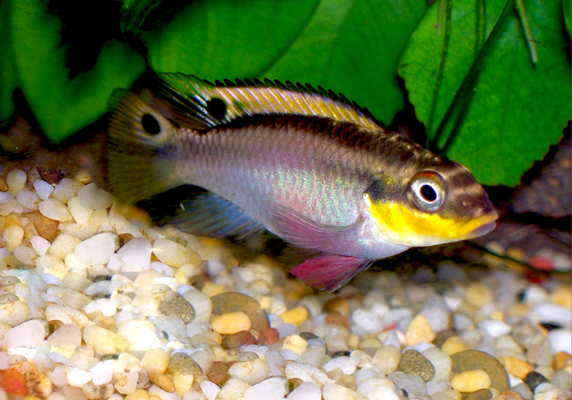
Pelvicachromis taeniatus

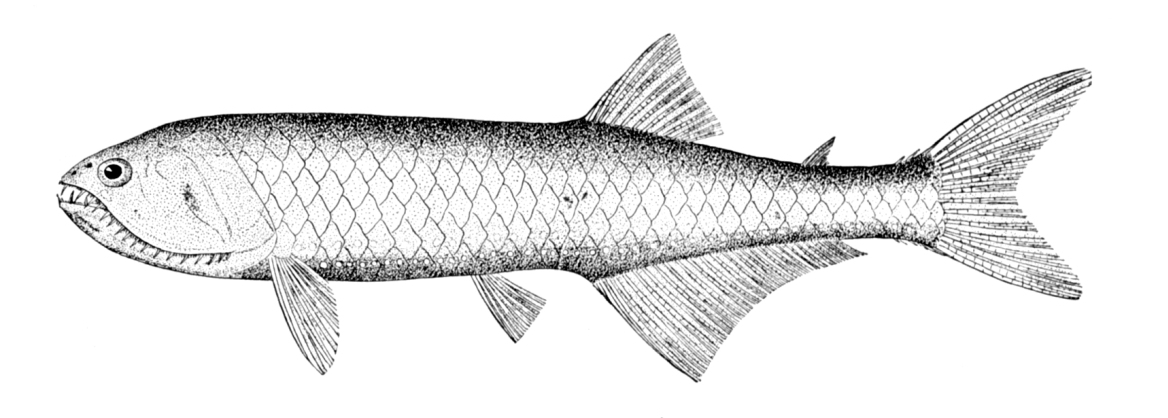
Gonostoma denudatum (il·lustració del 1896)

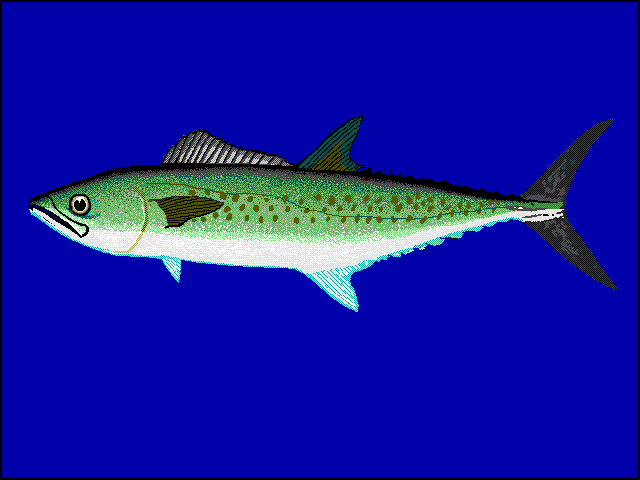
Scomberomorus tritor

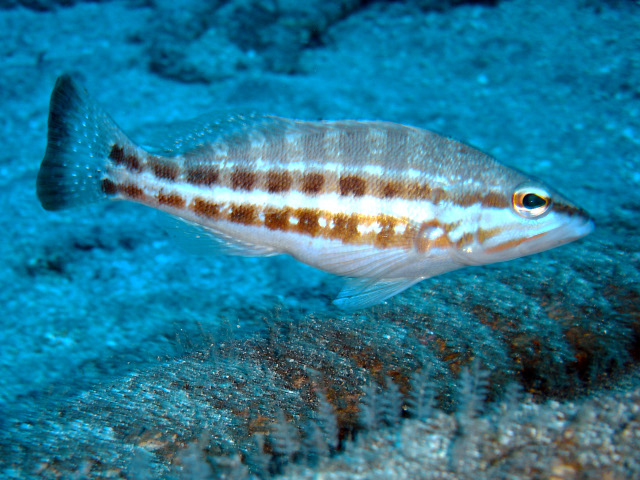
Serrà (Serranus cabrilla)

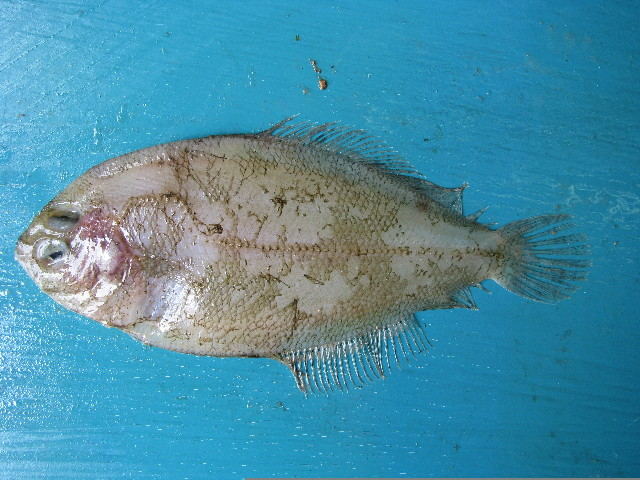
Arnoglossus capensis

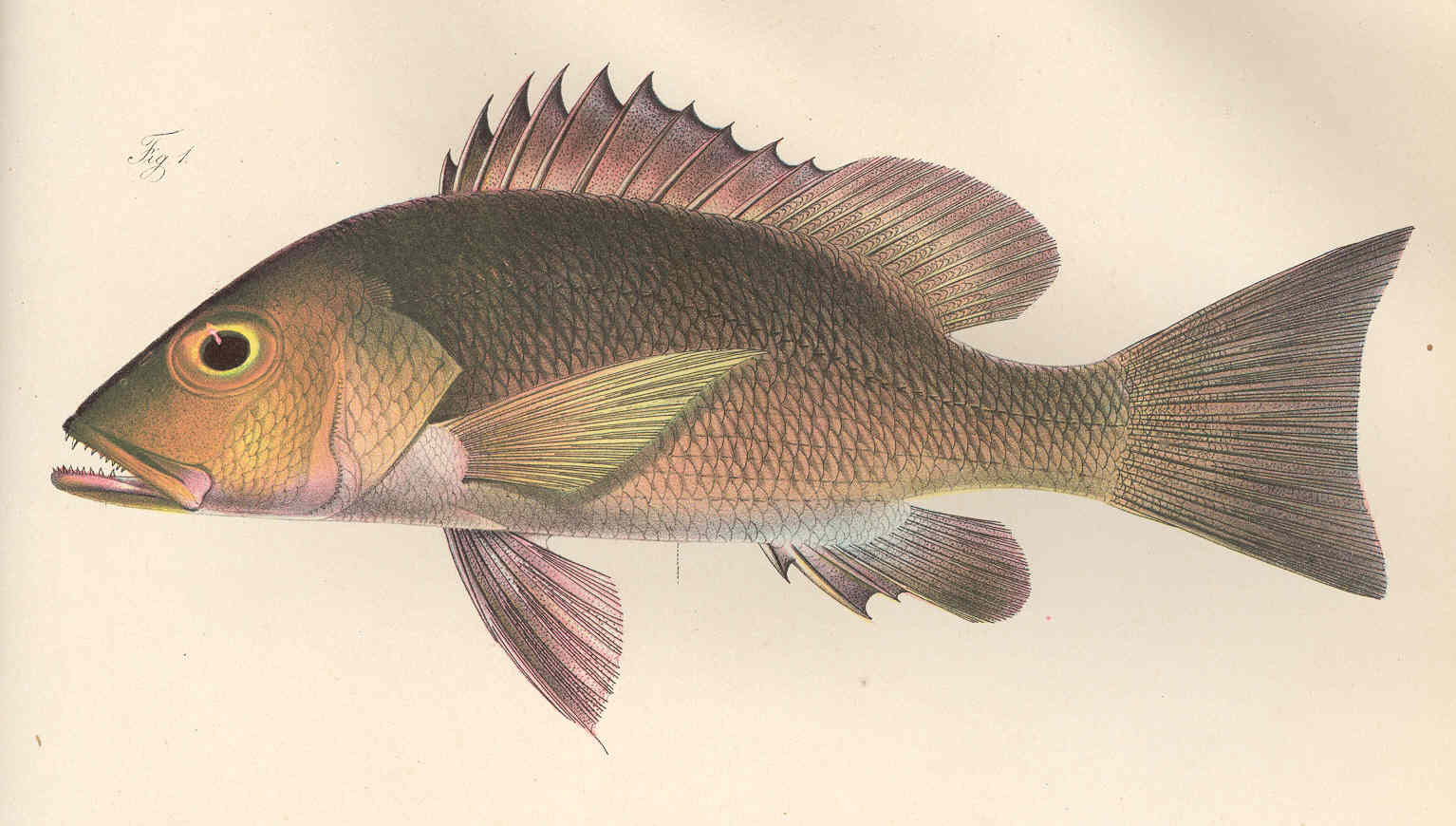
Lutjanus agennes (il·lustració del 1863)

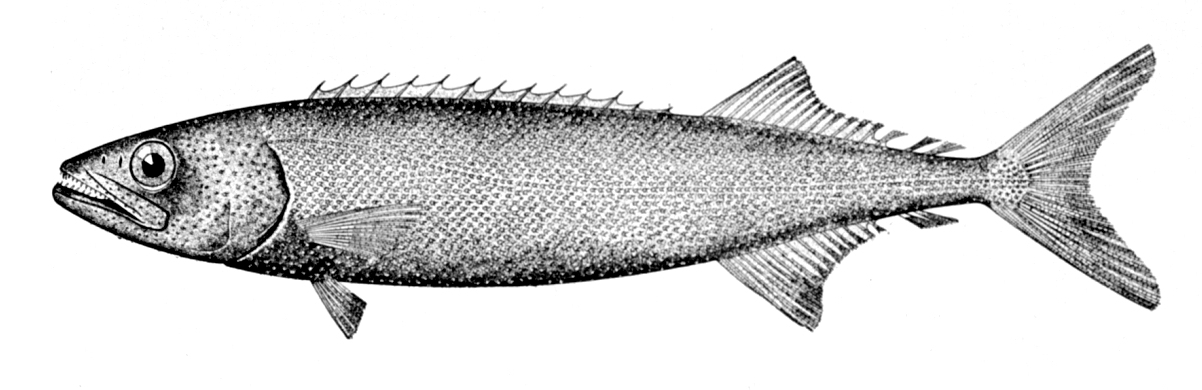
Nesiarchus nasutus

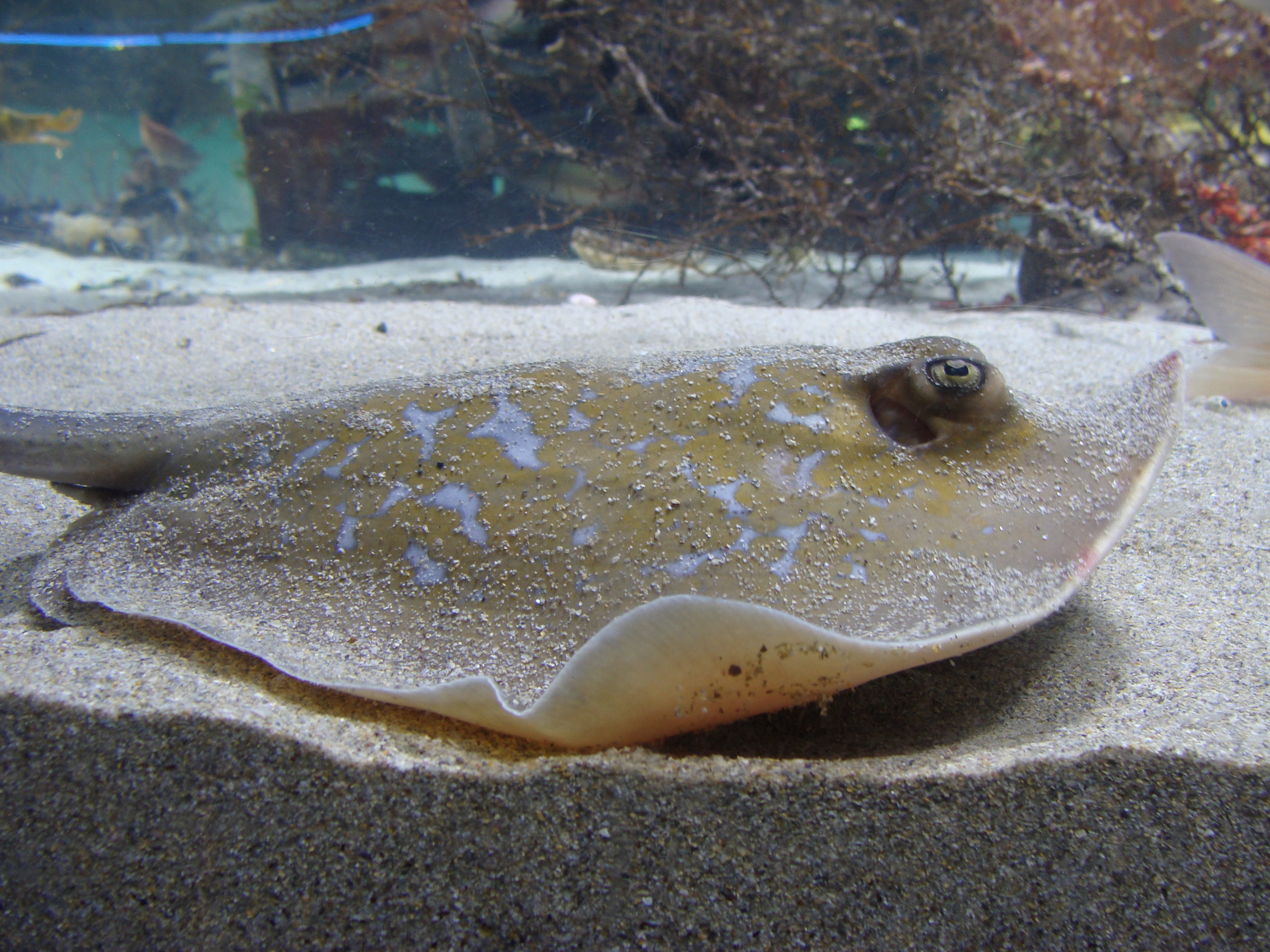
Dasyatis marmorata

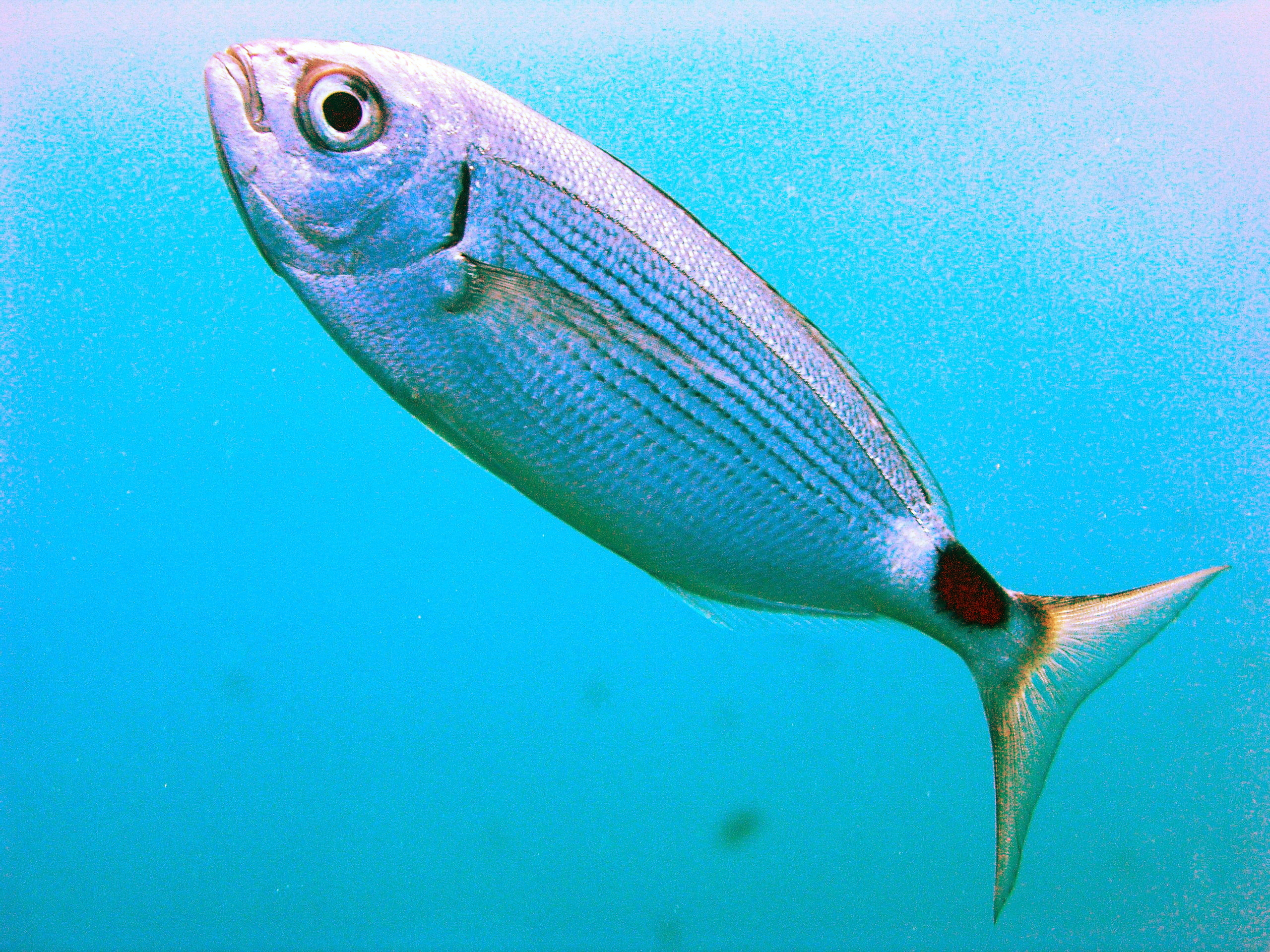
Oblada (Oblada melanura)

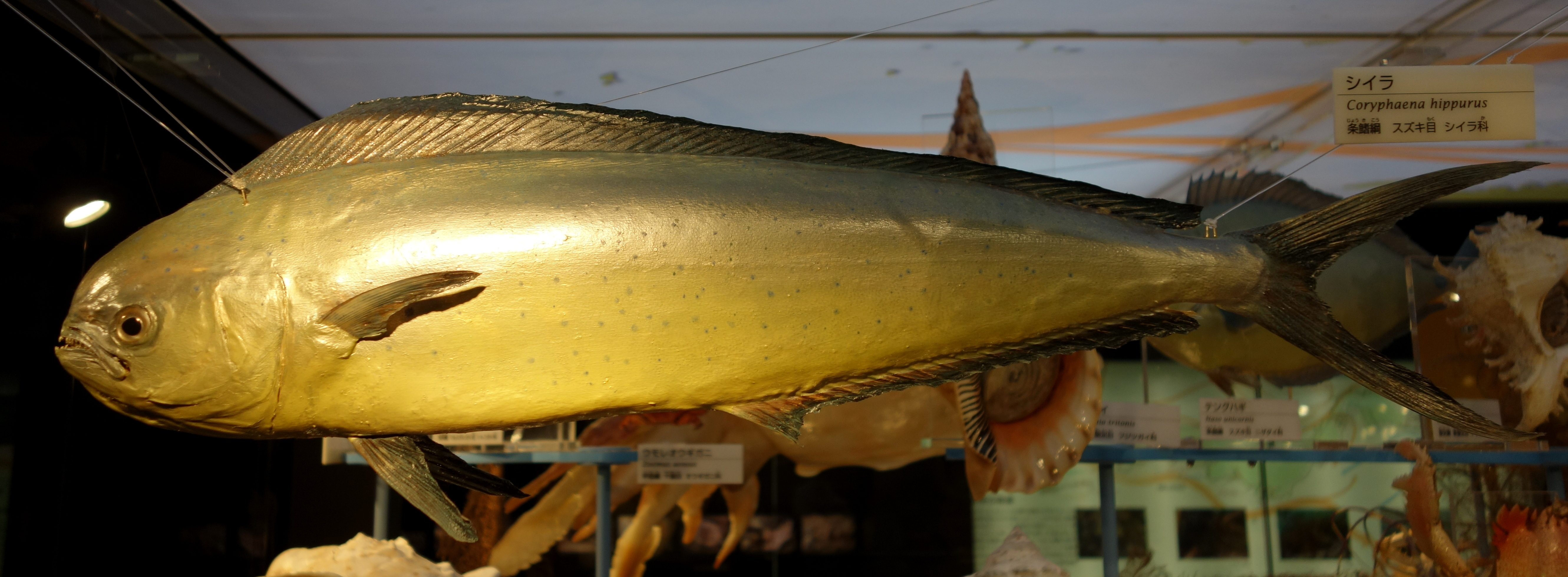
Llampuga (Coryphaena hippurus)

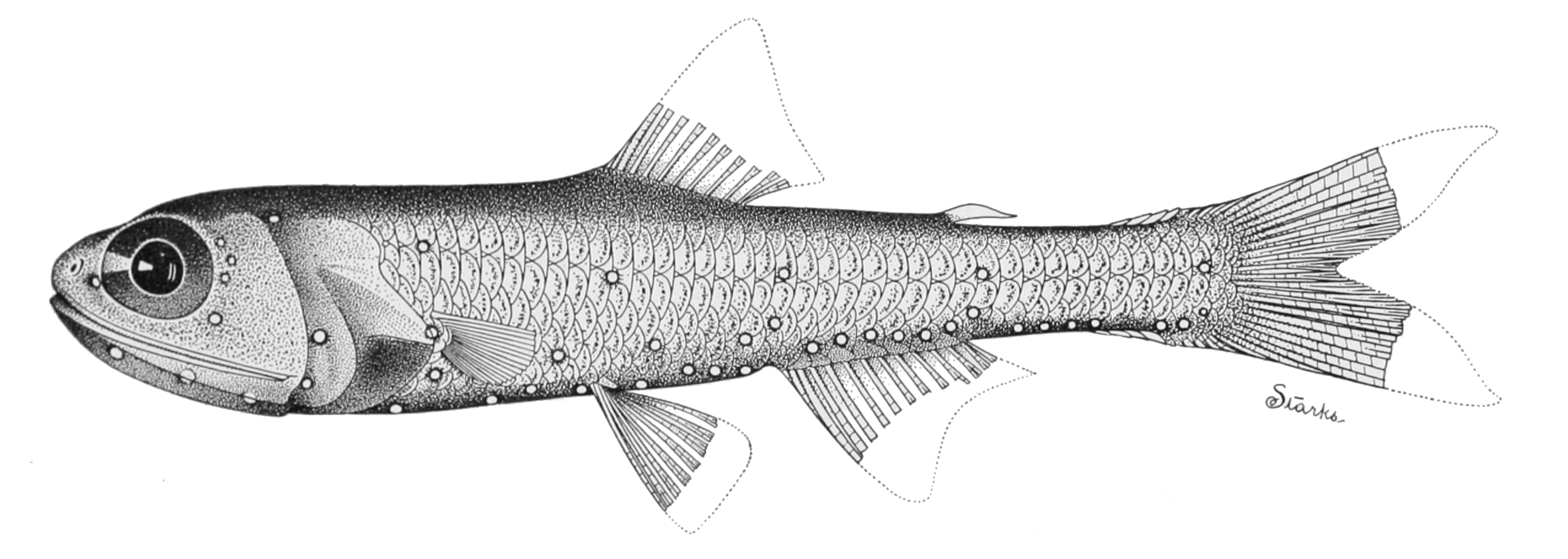
Bolinichthys photothorax (il·lustració del 1908)

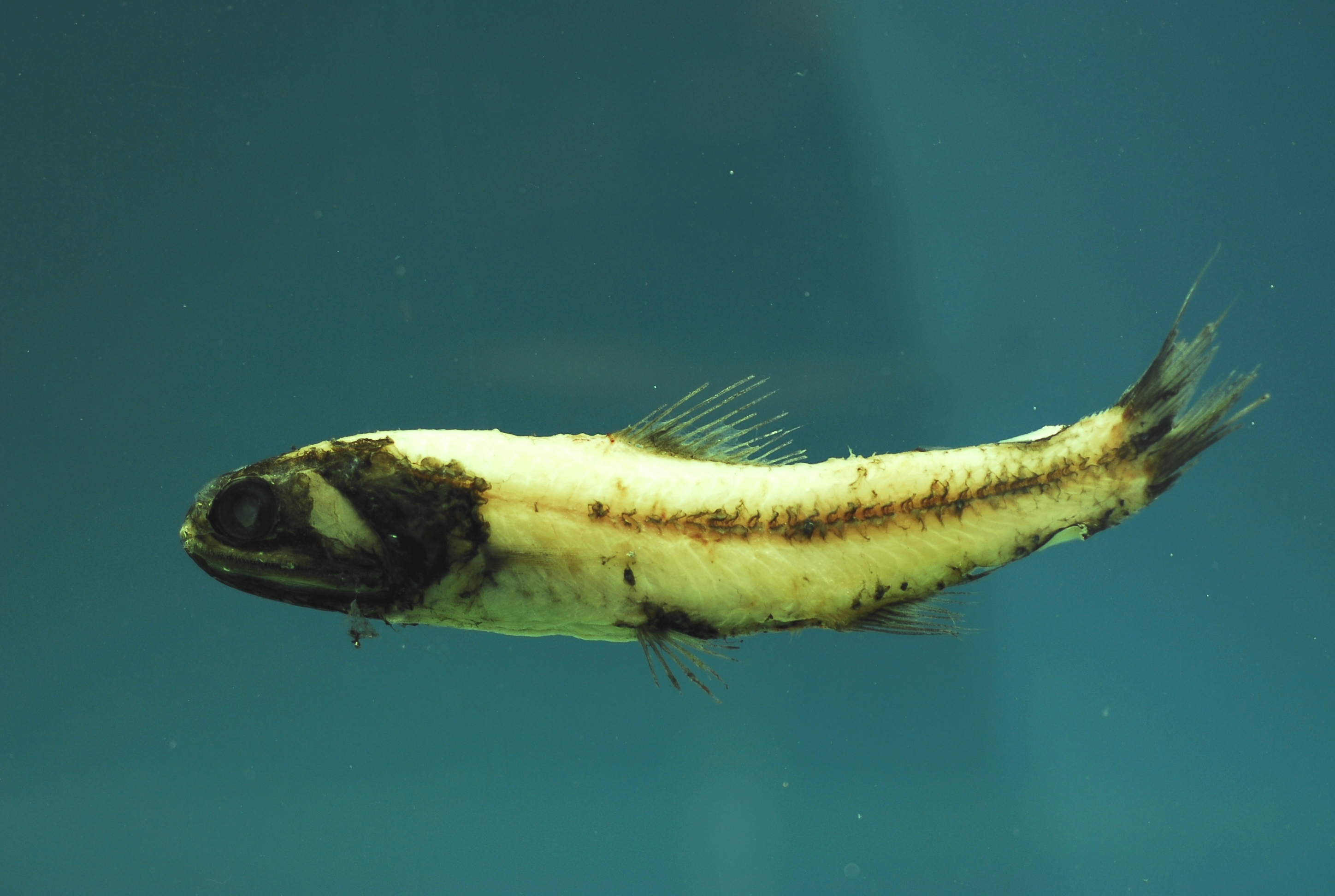
Lampadena luminosa

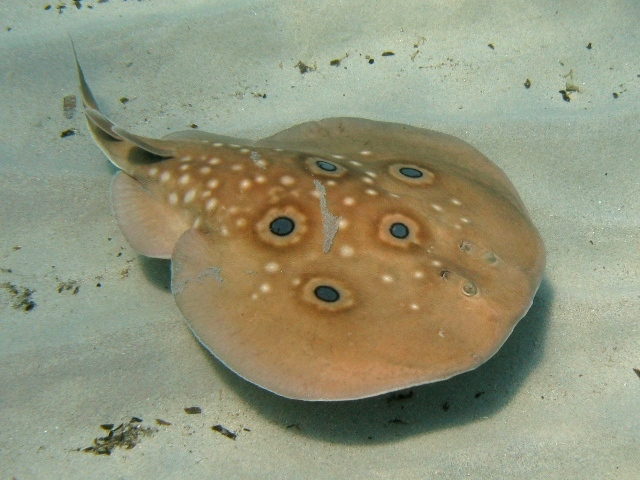
Vaca comuna (Torpedo torpedo)

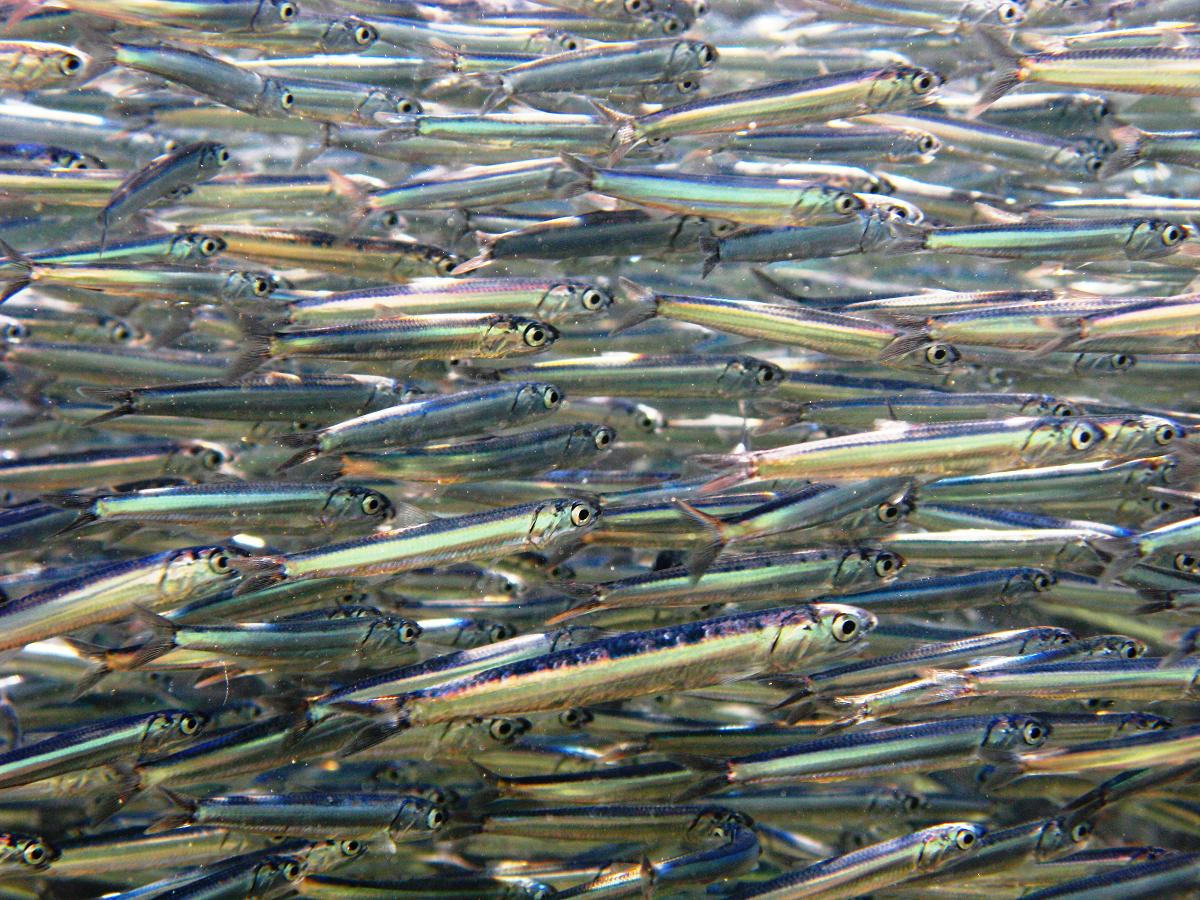
Seitó (Engraulis encrasicolus)

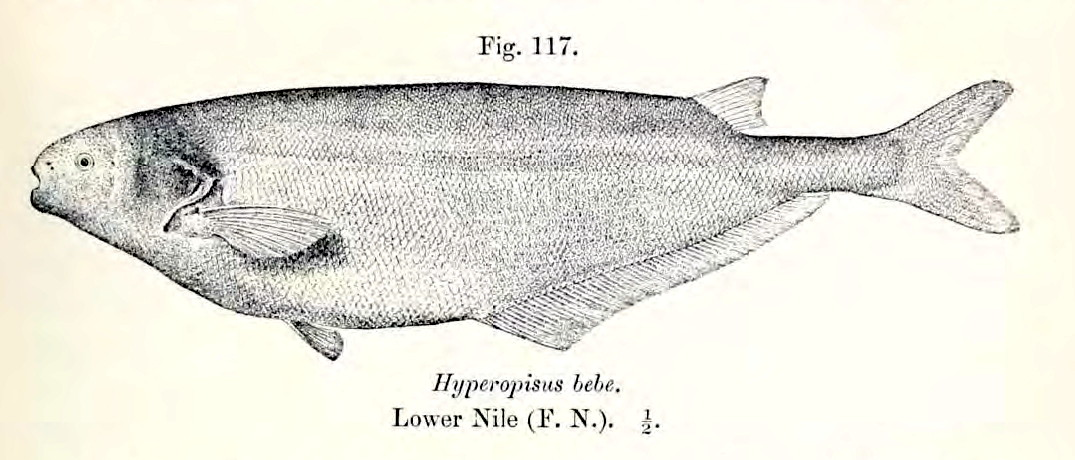
Hyperopisus bebe (il·lustració del 1909)

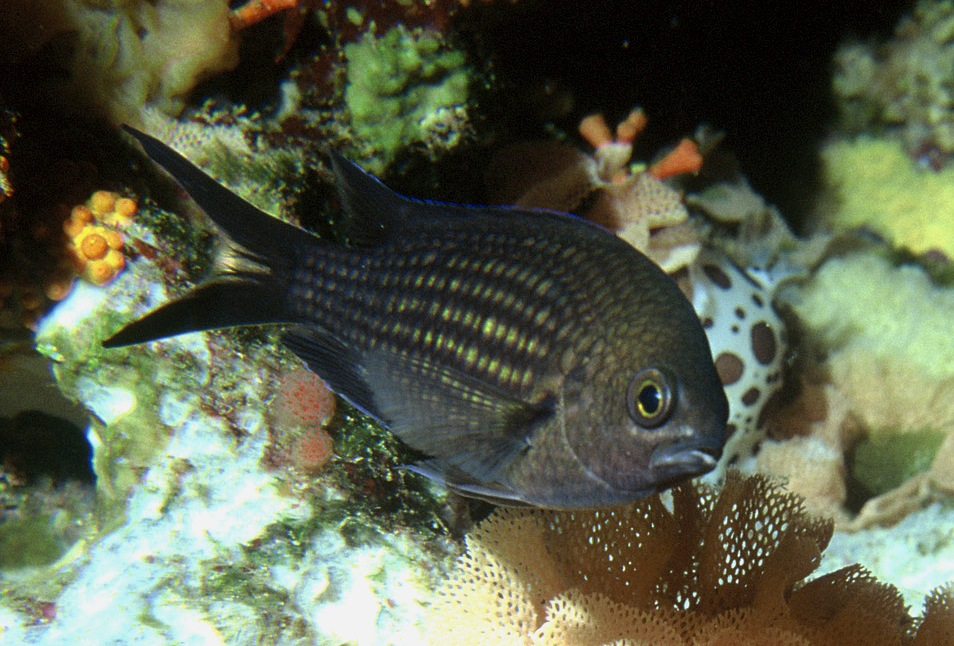
Tuta (Chromis chromis)

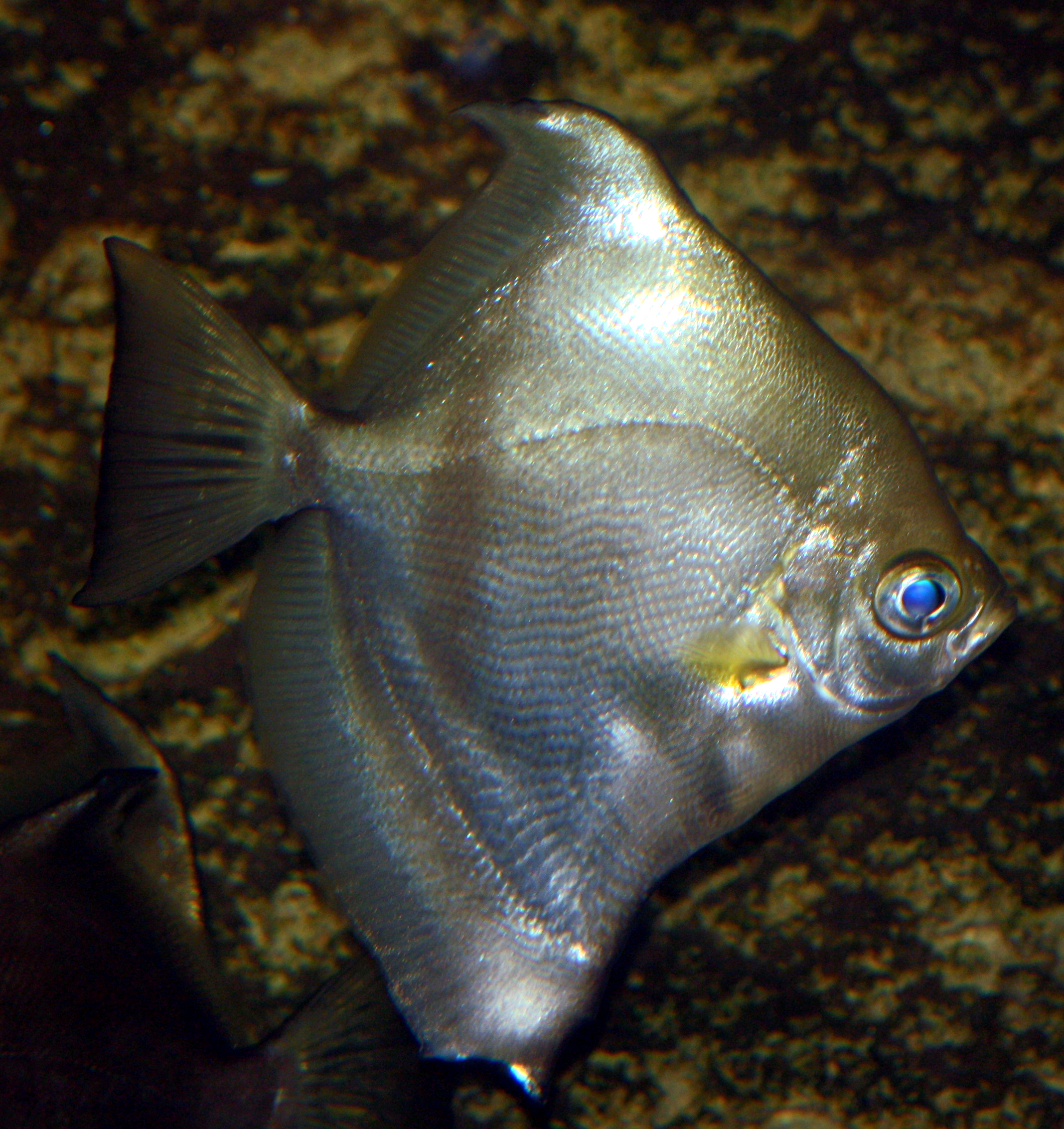
Monodactylus sebae

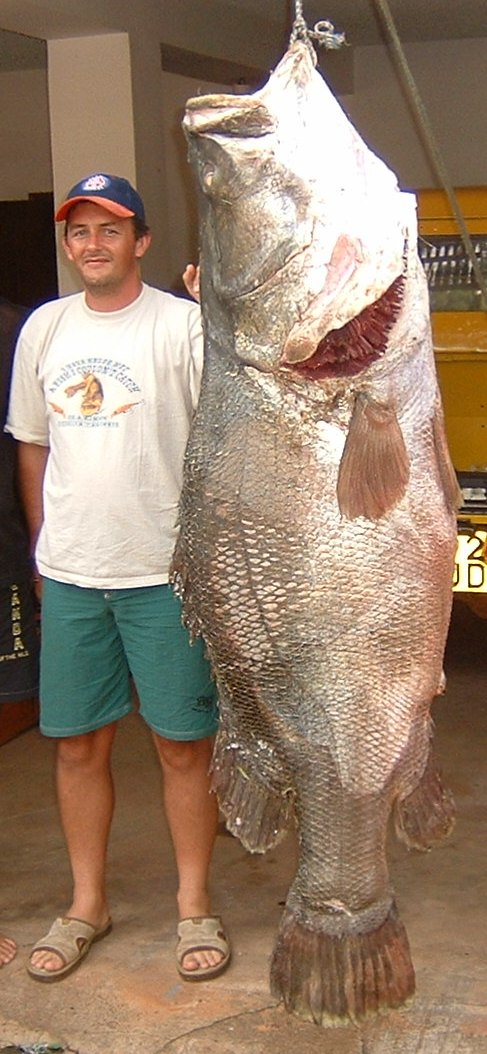
Perca del Nil (Lates niloticus)

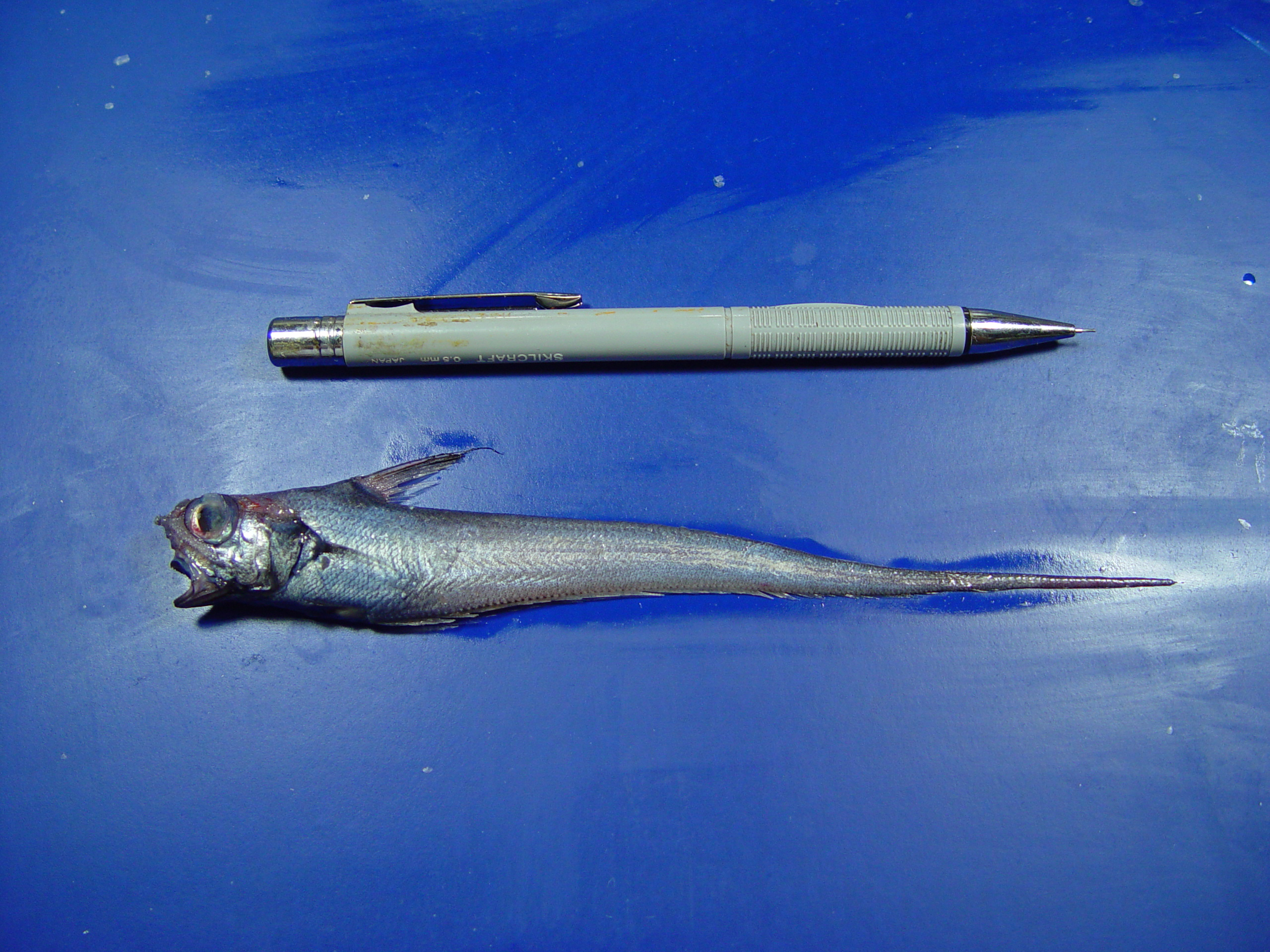
Ratolí (peix) (Nezumia aequalis)

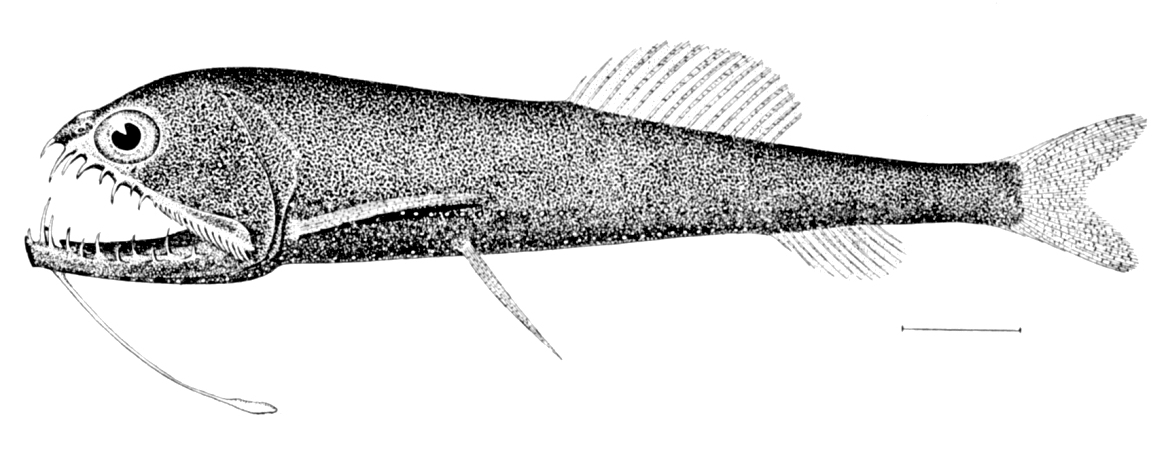
Astronesthes niger (il·lustració del 1896)

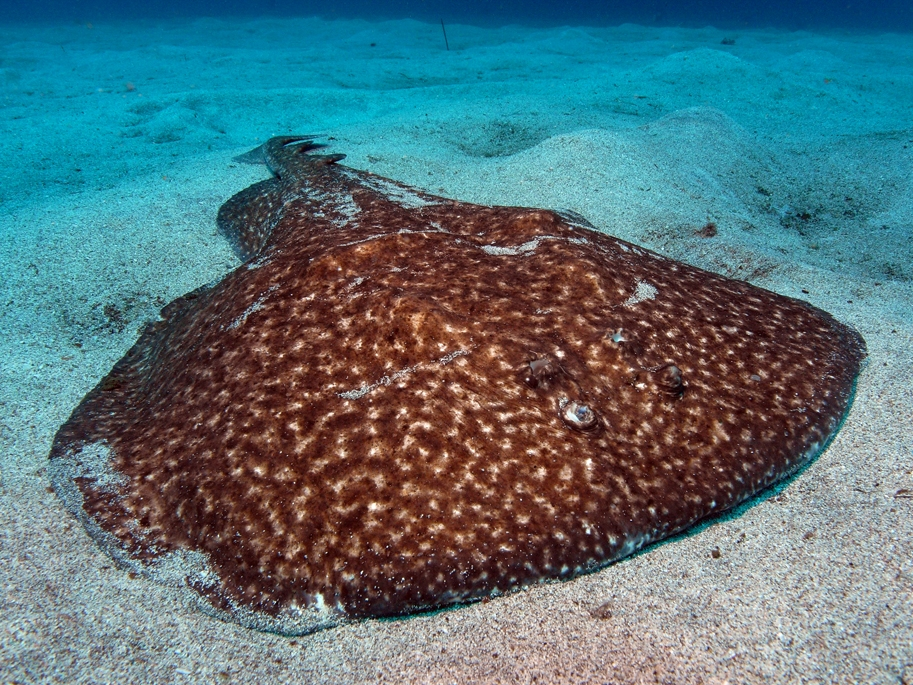
Vaca tremolosa (Torpedo marmorata)

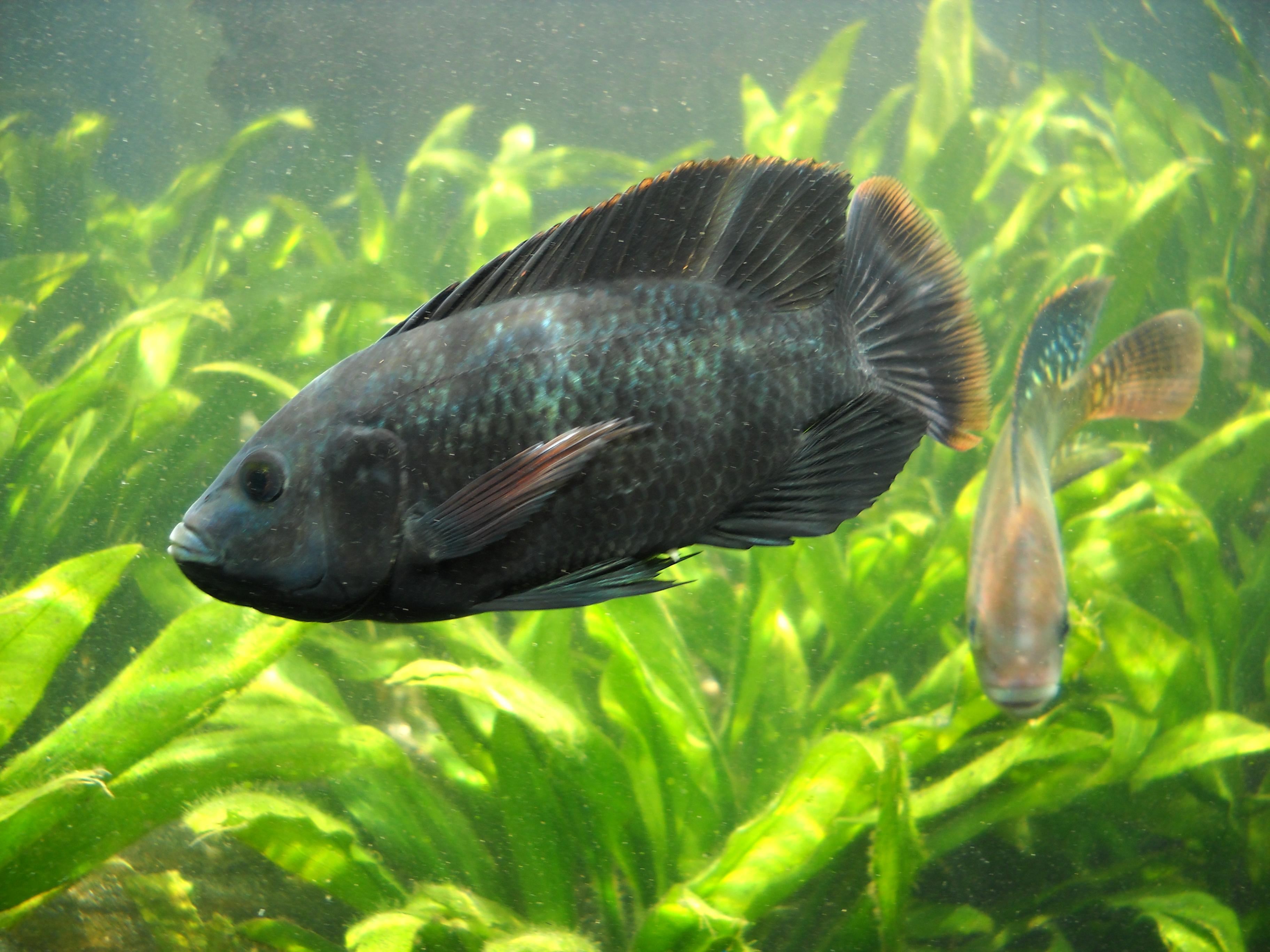
Oreochromis mossambicus

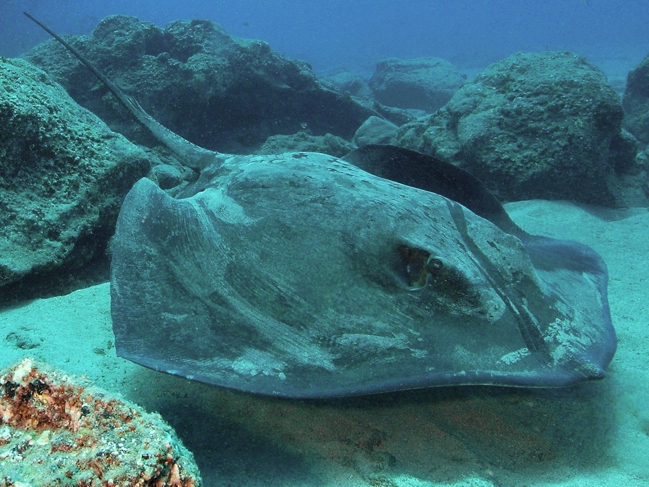
Escurçana clavellada (Dasyatis centroura)

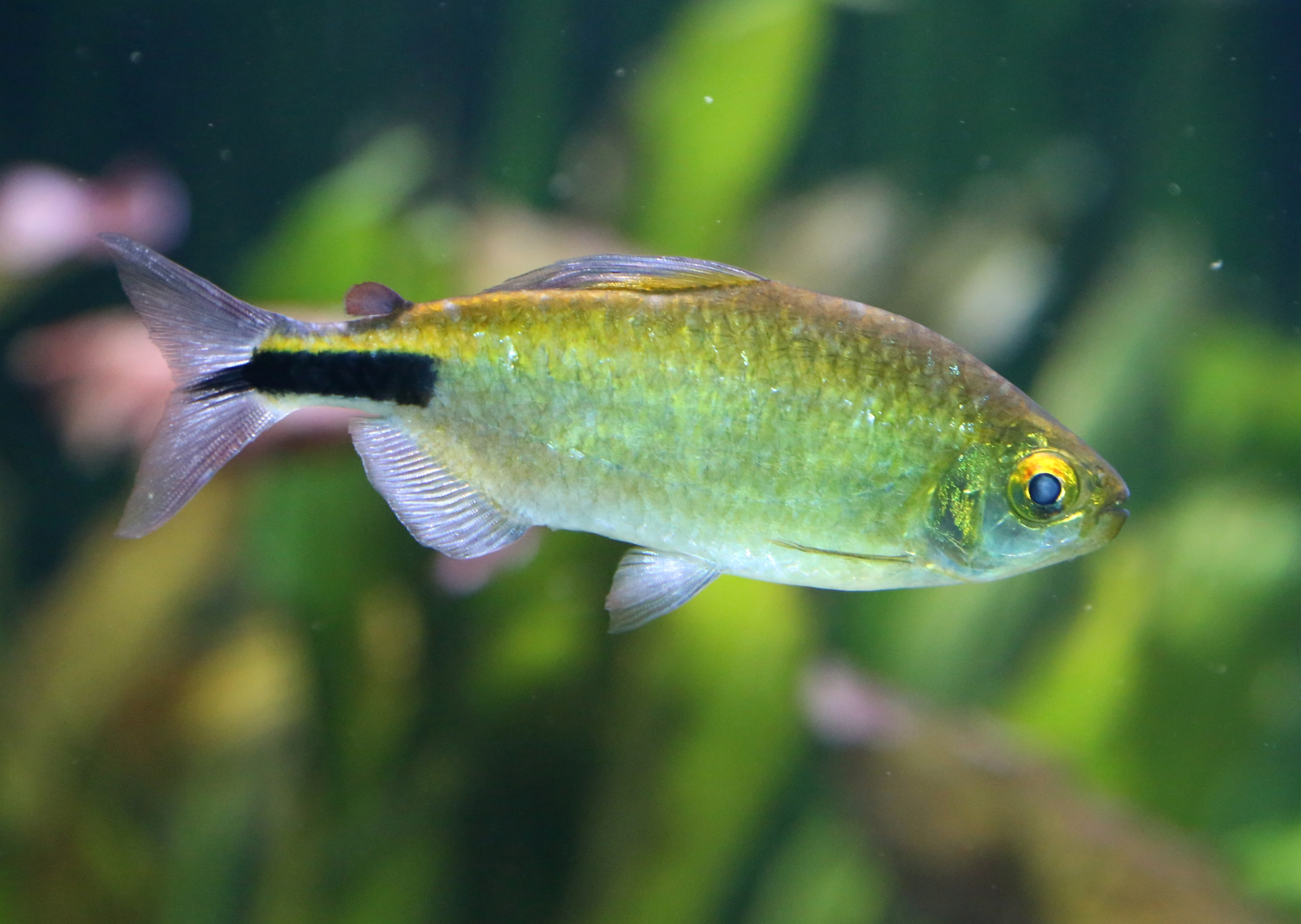
Brycinus longipinnis

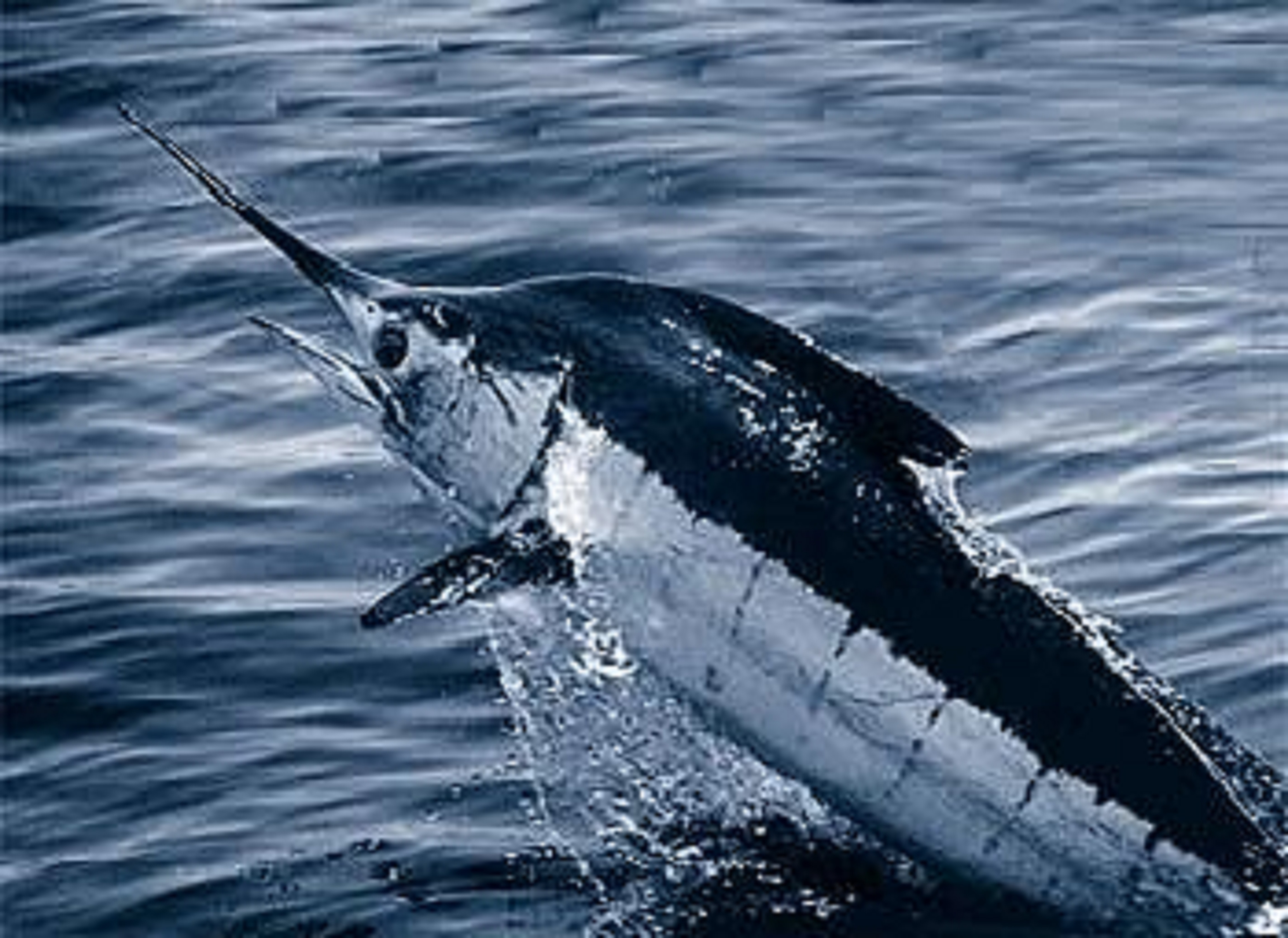
Marlí blau (Makaira nigricans)

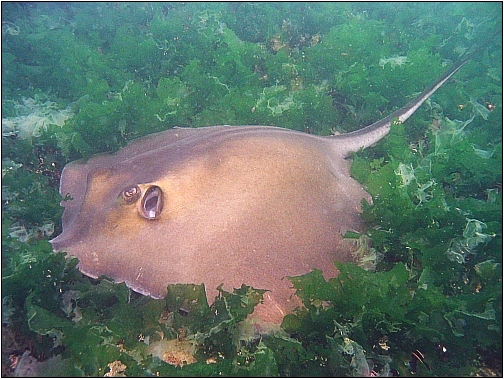
Escurçana (Dasyatis pastinaca)

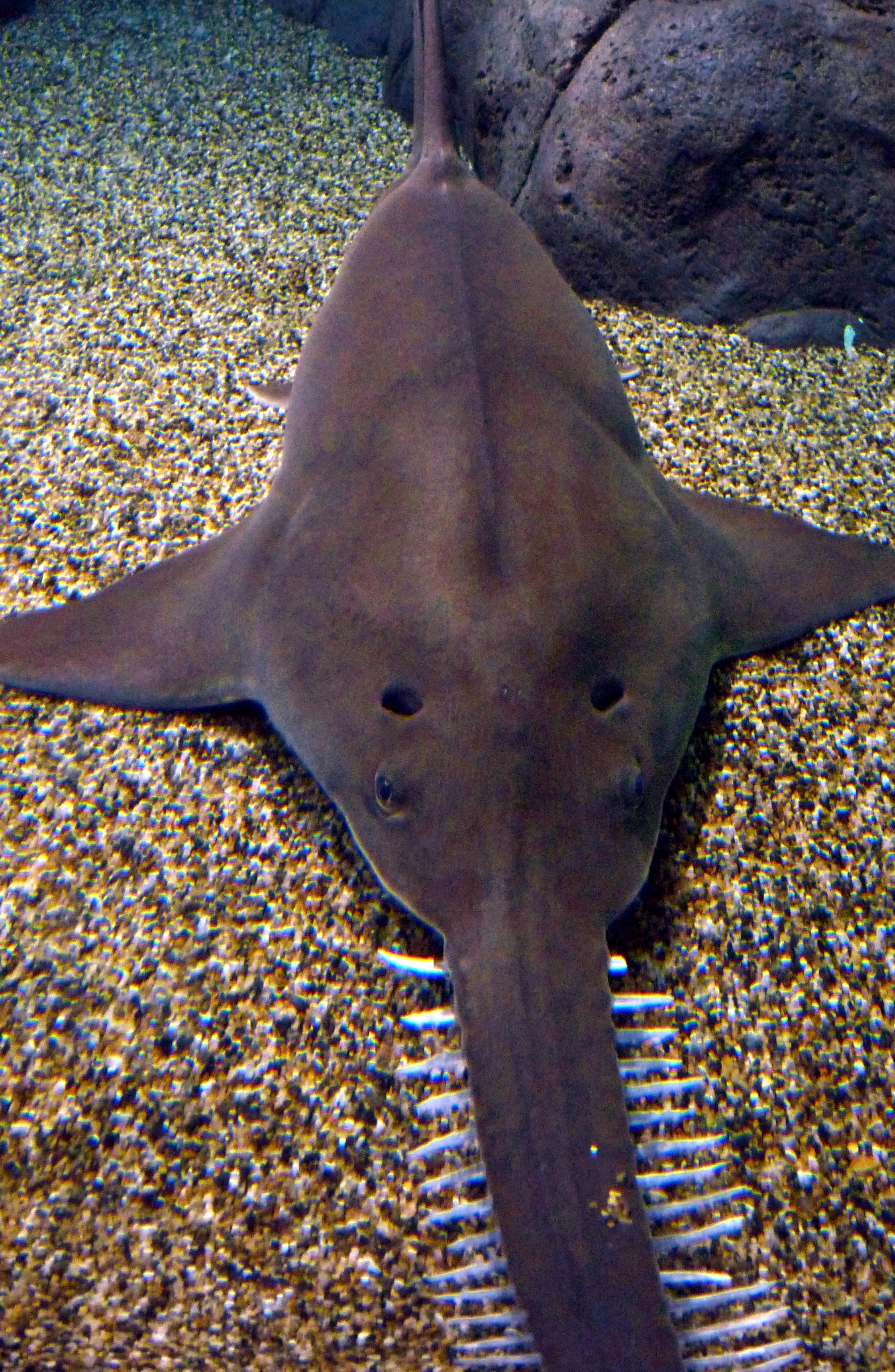
Pristis microdon

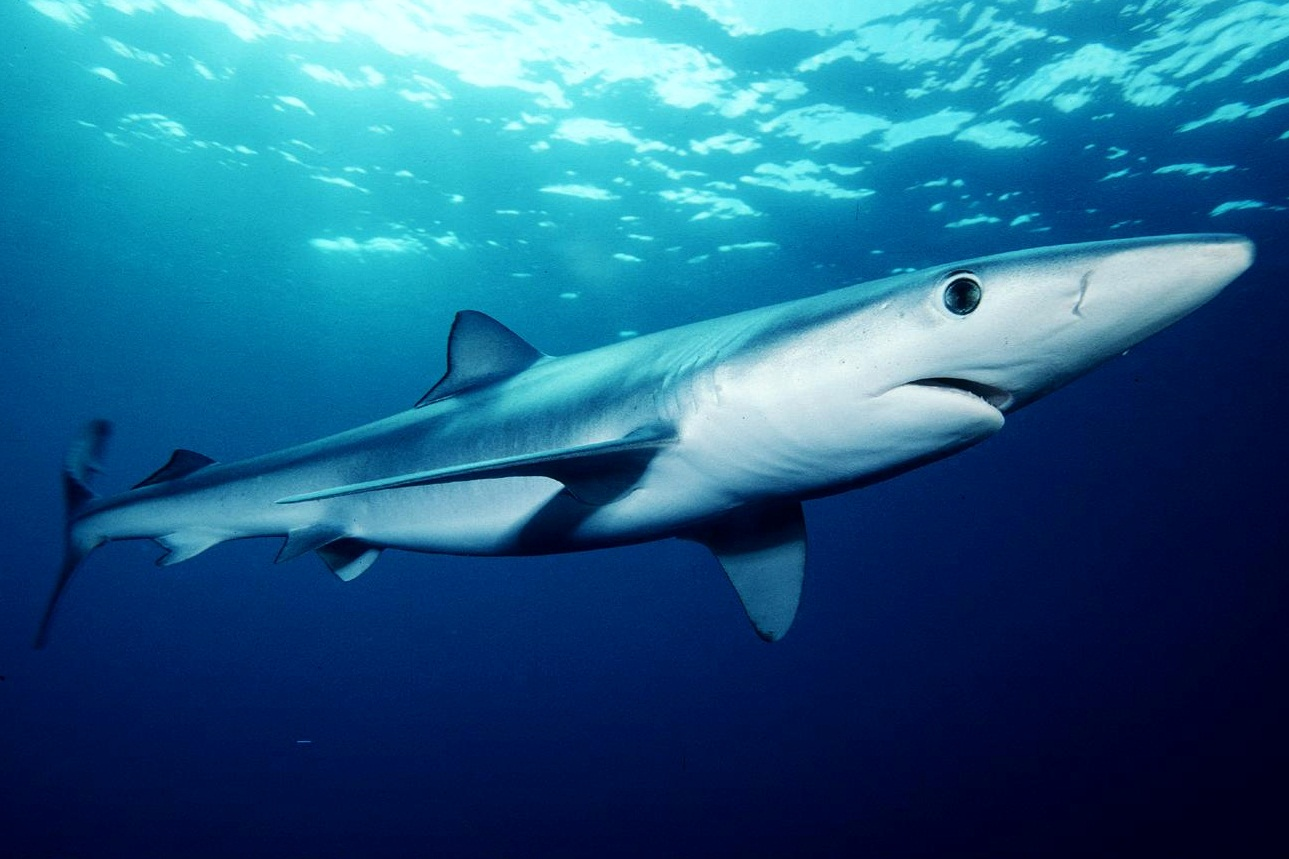
Tintorera (Prionace glauca)

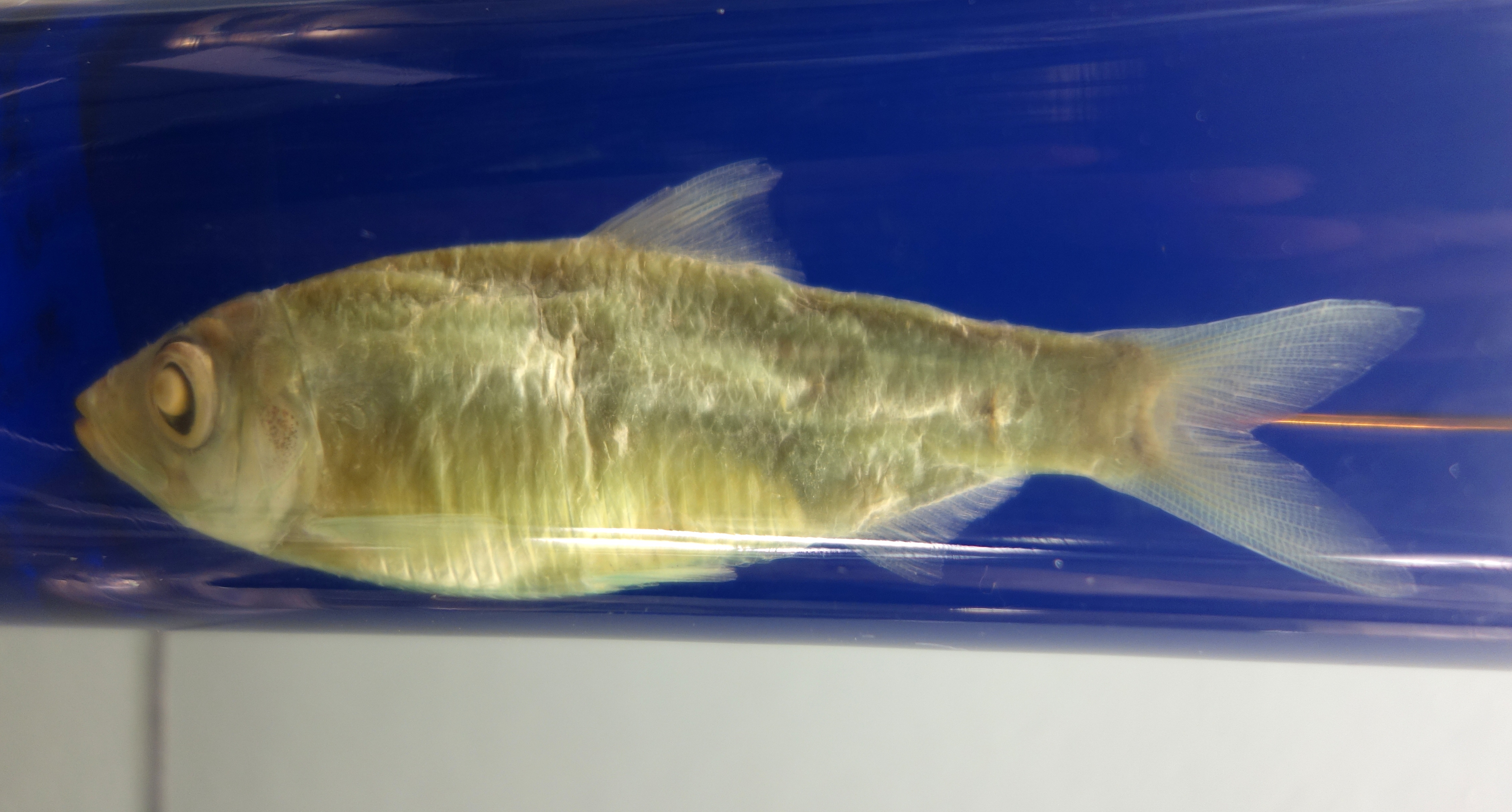
Pellonula vorax

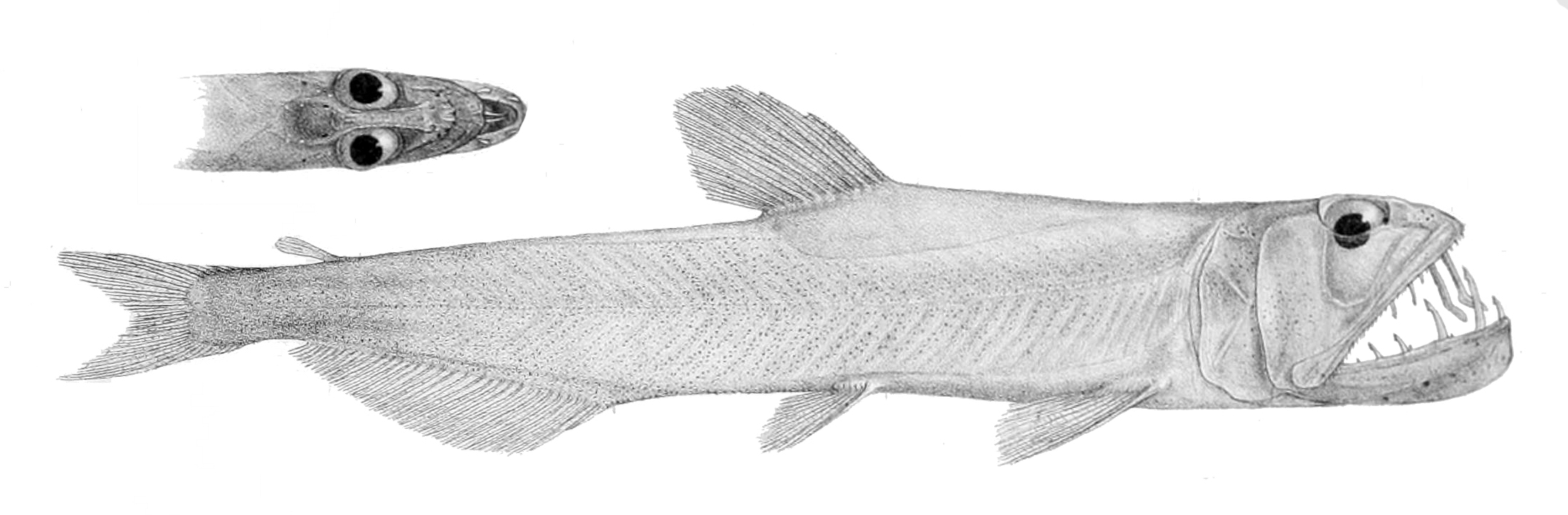
Evermannella balbo (il·lustració del 1887)

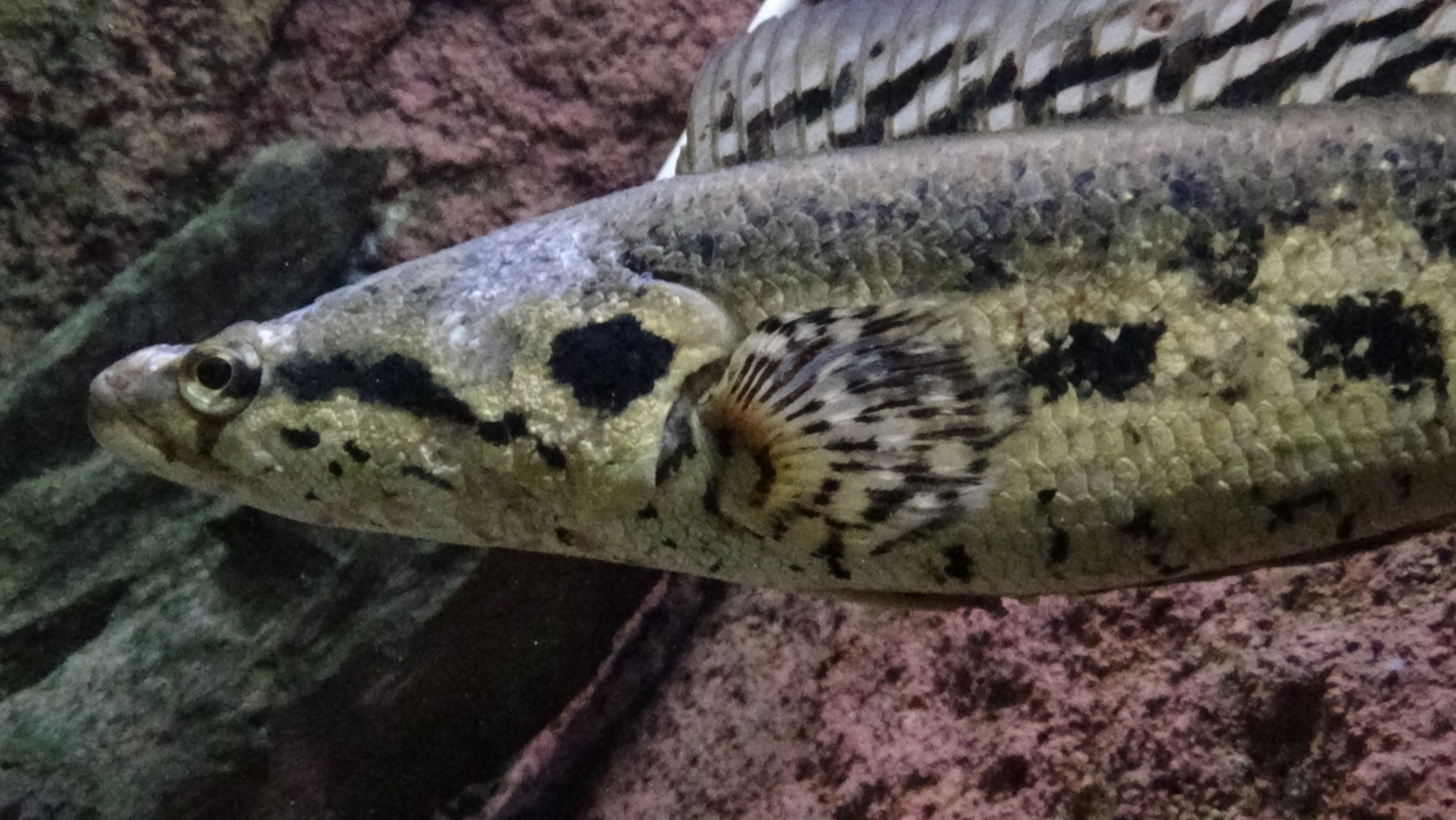
Parachanna obscura

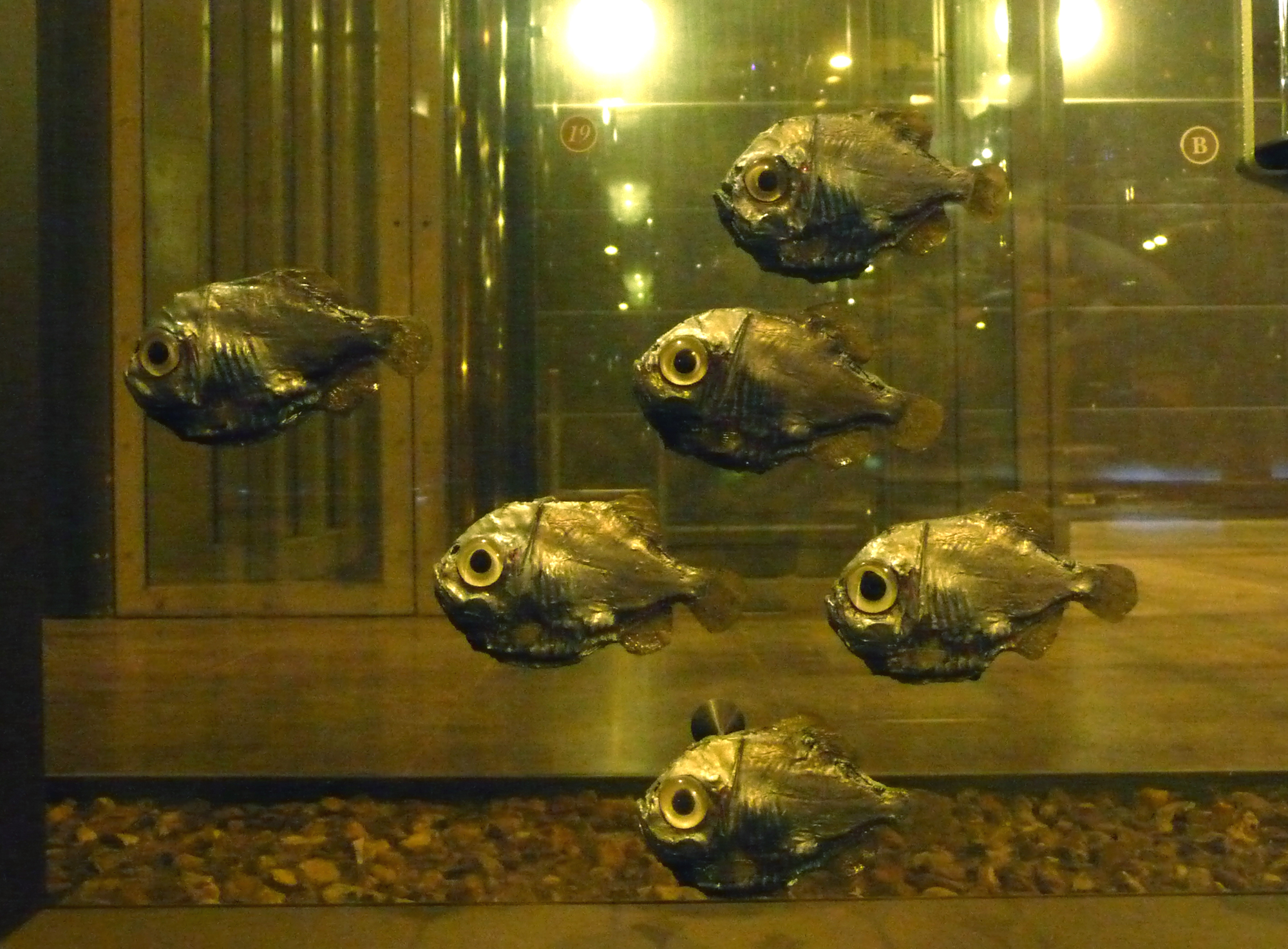
Argyropelecus hemigymnus

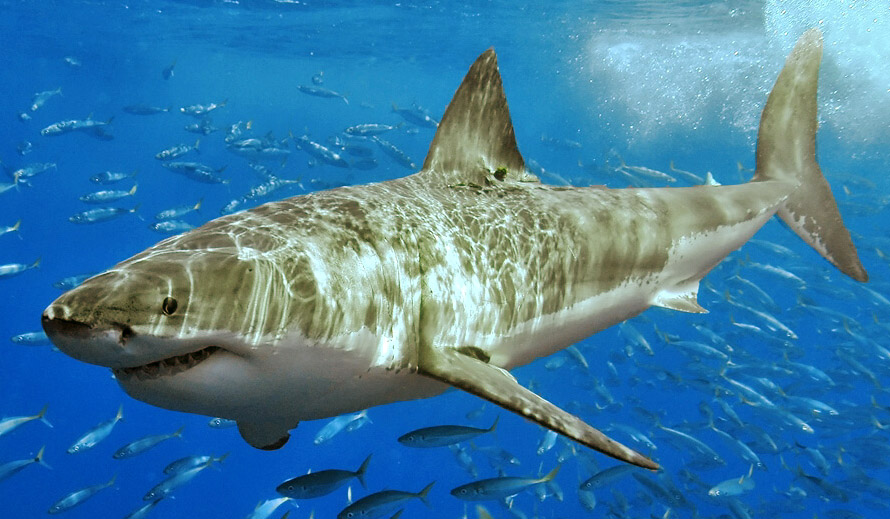
Tauró blanc (Carcharodon carcharias)

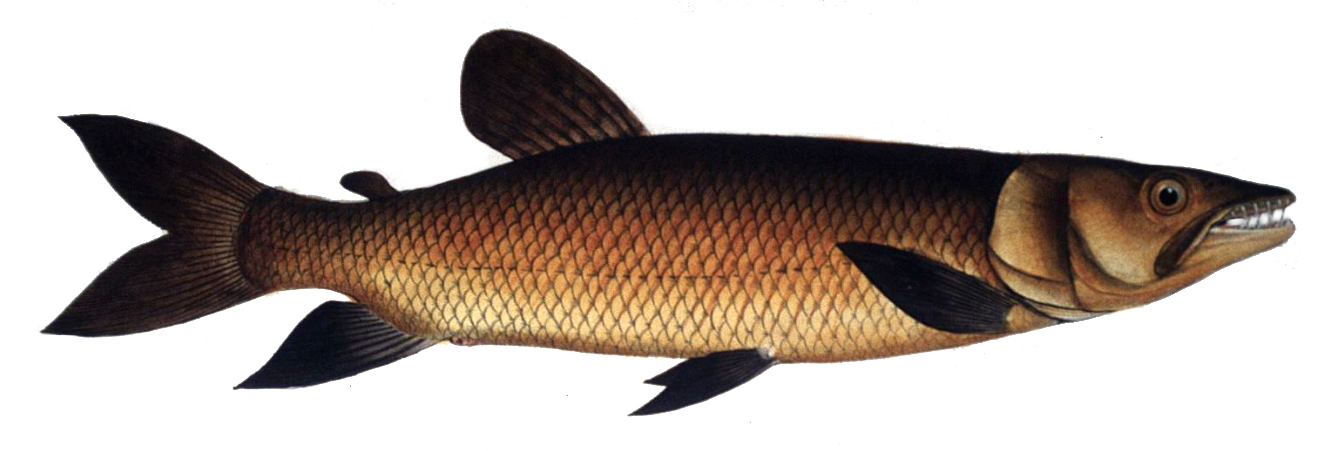
Hepsetus odoe

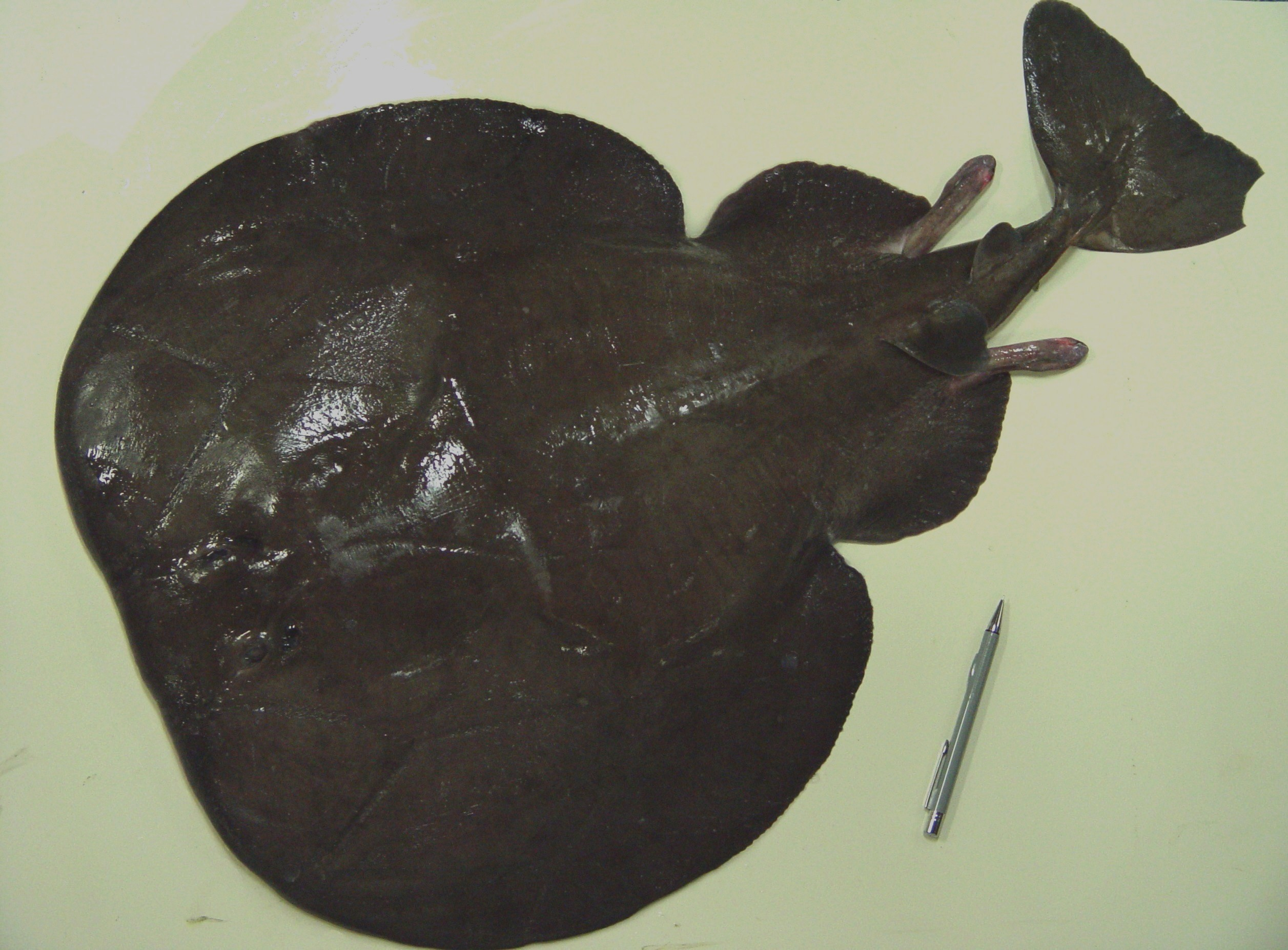
Vaca negrosa (Torpedo nobiliana)

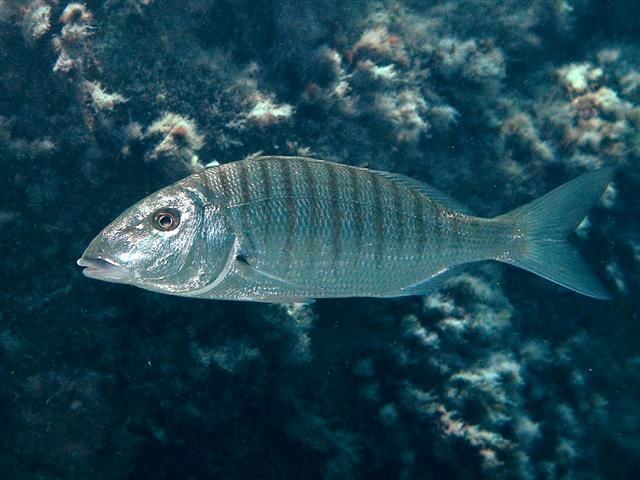
Mabre (Lithognathus mormyrus)

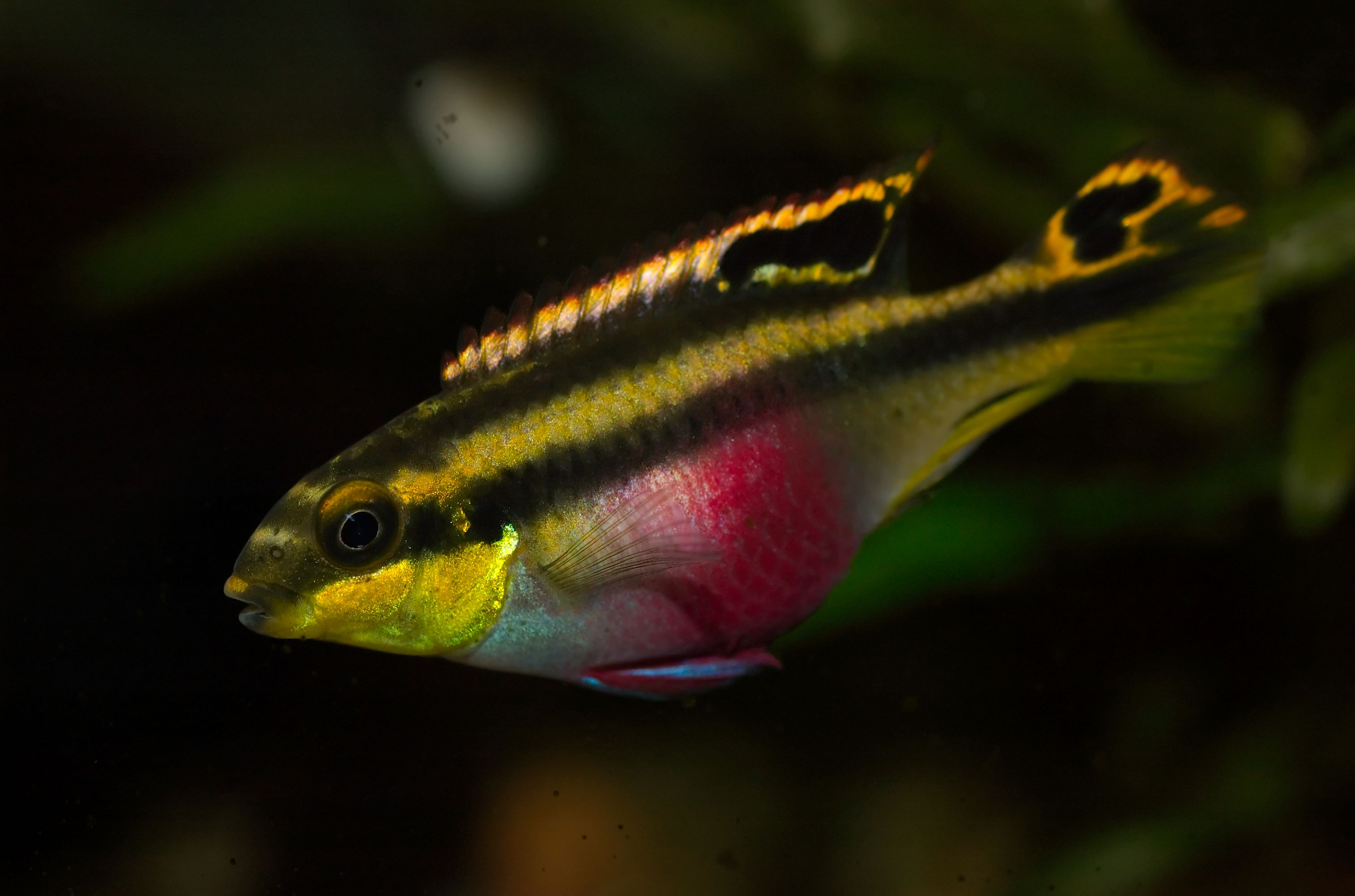
Pelvicachromis pulcher

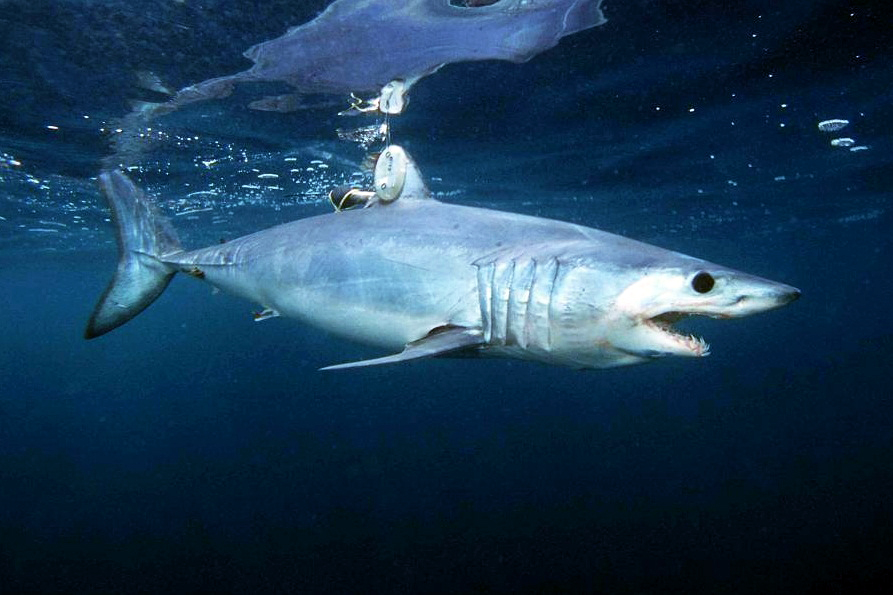
Solraig (Isurus oxyrinchus)

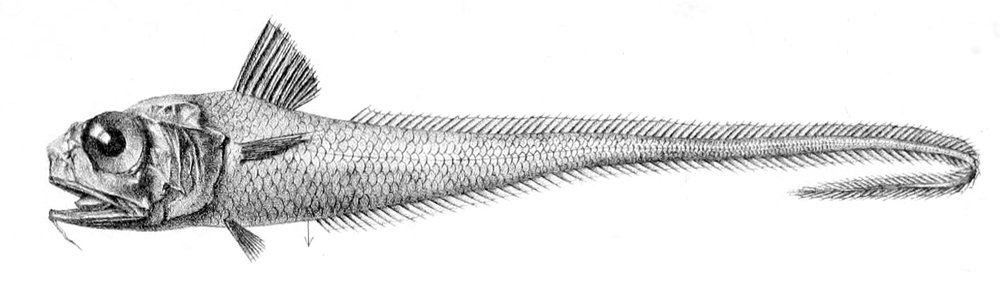
Hymenocephalus italicus (il·lustració del 1888)

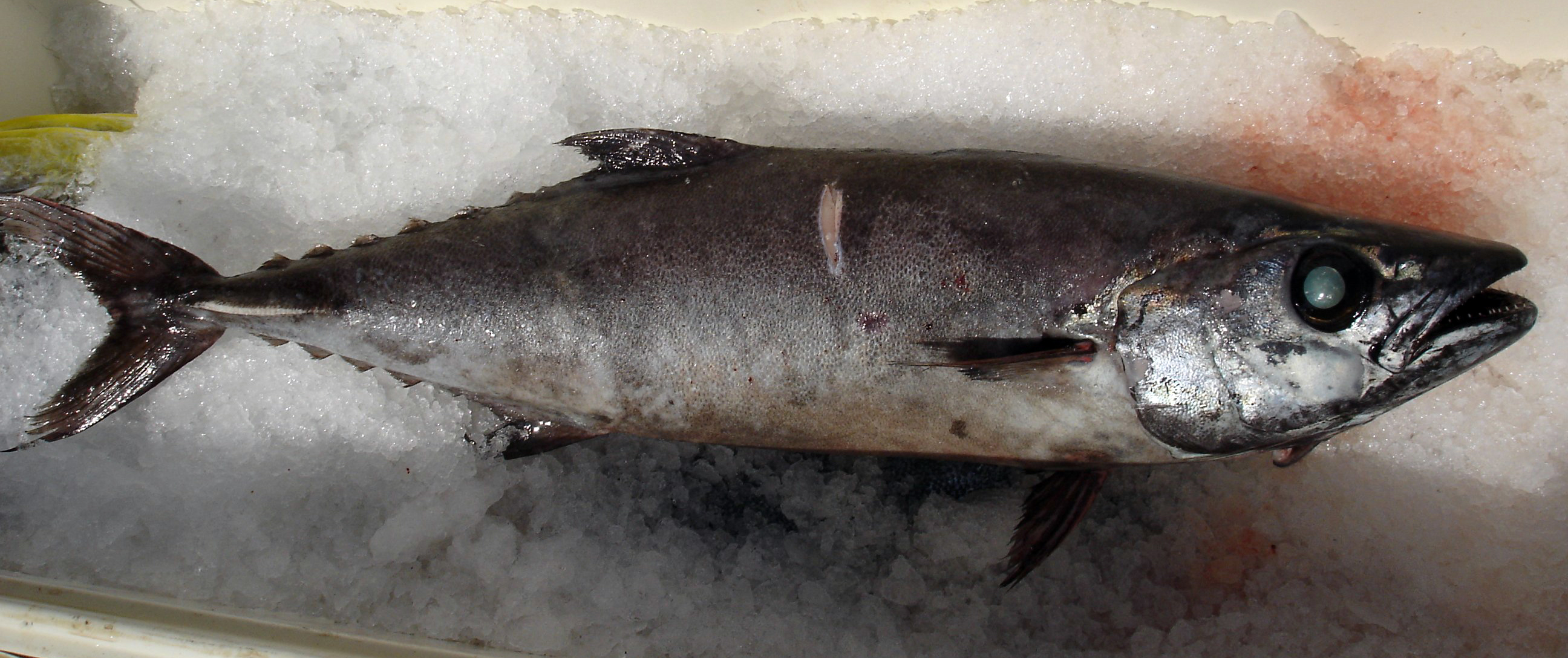
Escolar negre (Lepidocybium flavobrunneum)

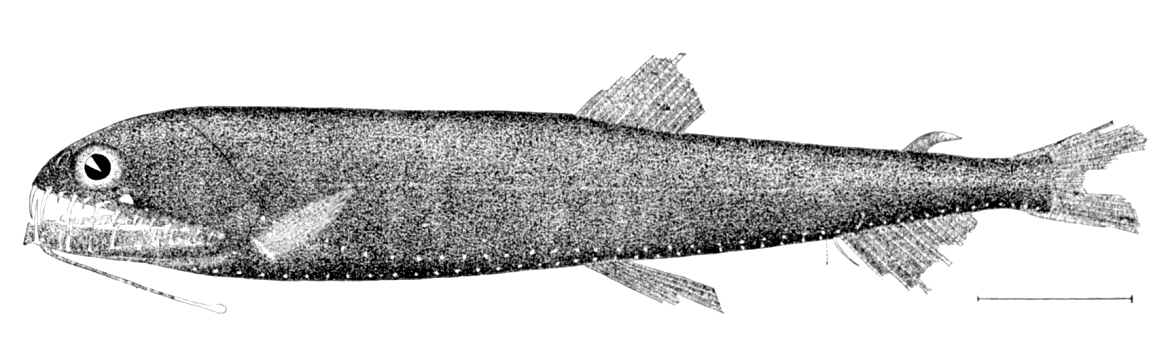
Astronesthes richardsoni (il·lustració del 1896)

Aquesta llista de peixos de Benín inclou 593 espècies de peixos que es poden trobar actualment a Benín ordenades per l'ordre alfabètic de llur nom científic.

## A
- Ablennes hians
- Abudefduf saxatilis
- Abudefduf taurus
- Acanthurus monroviae
- Aetobatus narinari
- Ahliesaurus berryi
- Albula vulpes
- Alectis alexandrina
- Alectis ciliaris
- Alepocephalus australis
- Alepocephalus rostratus
- Aluterus schoepfii
- Andersonia leptura
- Antennarius pardalis
- Antennarius striatus
- Anthias anthias
- Antigonia capros
- Aphyosemion bitaeniatum
- Aphyosemion calliurum
- Aplocheilichthys spilauchen
- Apogon imberbis
- Apsilus fuscus
- Apterichtus monodi
- Argyropelecus affinis
- Argyropelecus gigas
- Argyropelecus hemigymnus
- Argyropelecus sladeni
- Argyrosomus regius
- Ariomma bondi
- Ariomma melanum
- Ariosoma balearicum
- Aristostomias xenostoma
- Arius gigas
- Arius latiscutatus
- Arnoglossus capensis
- Arnoglossus imperialis
- Arnoglossus laterna
- Asquamiceps caeruleus
- Astronesthes caulophorus
- Astronesthes macropogon
- Astronesthes micropogon
- Astronesthes niger
- Astronesthes richardsoni
- Auchenoglanis occidentalis
- Awaous lateristriga

## B
- Bagrus bajad
- Bagrus docmak
- Balistes capriscus
- Balistes punctatus
- Barbantus curvifrons
- Barboides britzi[1]
- Barboides gracilis[1]
- Barbus ablabes
- Barbus atakorensis
- Barbus baudoni
- Barbus bynni
- Barbus callipterus
- Barbus chlorotaenia
- Barbus leonensis
- Barbus macinensis
- Barbus macrops
- Barbus parablabes
- Barbus stigmatopygus
- Barbus sublineatus
- Barbus sylvaticus
- Bascanichthys ceciliae
- Bathophilus brevis
- Bathophilus nigerrimus
- Bathycongrus bertini
- Bathygadus macrops
- Bathygadus melanobranchus
- Bathymicrops regis
- Bathypterois atricolor
- Bathypterois grallator
- Bathypterois quadrifilis
- Bathyraja hesperafricana
- Bathysaurus mollis
- Bathytroctes microlepis
- Bathytyphlops sewelli
- Bathyuroconger vicinus
- Batrachoides liberiensis
- Bembrops greyi
- Benthosema suborbitale
- Bolinichthys photothorax
- Bolinichthys supralateralis
- Bonapartia pedaliota
- Boops boops
- Borostomias elucens
- Borostomias mononema
- Bothus podas
- Brachydeuterus auritus
- Bregmaceros atlanticus
- Bregmaceros nectabanus
- Brevimyrus niger
- Brienomyrus brachyistius
- Brotula barbata
- Brycinus longipinnis
- Brycinus macrolepidotus
- Brycinus nurse

## C
- Caranx crysos
- Caranx fischeri
- Caranx hippos
- Caranx lugubris
- Caranx rhonchus
- Caranx senegallus
- Carcharhinus falciformis
- Carcharhinus leucas
- Carcharhinus limbatus
- Carcharhinus longimanus
- Carcharhinus plumbeus
- Carcharhinus signatus
- Carcharias taurus
- Carcharodon carcharias
- Carlarius heudelotii
- Cataetyx bruuni
- Centrophorus lusitanicus
- Centrophorus uyato
- Cephalopholis nigri
- Cephalopholis taeniops
- Cepola pauciradiata
- Ceratoscopelus warmingii
- Chauliodus schmidti
- Cheilopogon cyanopterus
- Cheilopogon milleri
- Cheilopogon nigricans
- Chlopsis olokun
- Chlorophthalmus agassizi
- Chloroscombrus chrysurus
- Chromidotilapia guntheri
- Chromis chromis
- Chromis limbata
- Chrysichthys auratus
- Chrysichthys nigrodigitatus
- Citharinus citharus
- Citharinus latus
- Clarias agboyiensis
- Clarias anguillaris
- Clarias buthupogon
- Clarias camerunensis
- Clarias ebriensis
- Clarias gariepinus
- Clarias macromystax
- Coelorinchus geronimo
- Coloconger cadenati
- Coryphaena hippurus
- Cromeria occidentalis
- Ctenopoma kingsleyae
- Ctenopoma petherici
- Cyclothone alba
- Cyclothone braueri
- Cyclothone livida
- Cyclothone microdon
- Cyclothone obscura
- Cyclothone pallida
- Cynoglossus browni
- Cynoglossus canariensis
- Cynoglossus monodi
- Cynoglossus senegalensis
- Cynoponticus ferox
- Cyttopsis rosea

## D
- Dalatias licha
- Dalophis boulengeri
- Dalophis cephalopeltis
- Dasyatis centroura
- Dasyatis margarita
- Dasyatis marmorata
- Dasyatis pastinaca
- Dasyatis rudis
- Decapterus punctatus
- Dentex angolensis
- Dentex canariensis
- Dentex congoensis
- Dentex gibbosus
- Dentex maroccanus
- Denticeps clupeoides
- Desmodema polystictum
- Diaphus brachycephalus
- Diaphus lucidus
- Diaphus mollis
- Diaphus perspicillatus
- Diaphus splendidus
- Diaphus taaningi
- Dibranchus atlanticus
- Diogenichthys atlanticus
- Diplophos taenia
- Dipturus doutrei
- Diretmoides pauciradiatus
- Distichodus rostratus
- Dolichopteroides binocularis
- Dolichosudis fuliginosa
- Dormitator lebretonis
- Dysomma brevirostre

## E
- Echelus myrus
- Echelus pachyrhynchus
- Echidna peli
- Echiophis punctifer
- Einara macrolepis
- Electrona risso
- Eleotris vittata
- Elops lacerta
- Elops senegalensis
- Enchelycore nigricans
- Engraulis encrasicolus
- Ephippus goreensis
- Epinephelus aeneus
- Epinephelus caninus
- Epinephelus costae
- Epinephelus goreensis
- Epinephelus itajara
- Epinephelus marginatus
- Epiplatys bifasciatus
- Epiplatys grahami
- Epiplatys sexfasciatus
- Epiplatys spilargyreius
- Erpetoichthys calabaricus
- Erythrocles monodi
- Ethmalosa fimbriata
- Etmopterus polli
- Etmopterus pusillus
- Etmopterus spinax
- Eucinostomus melanopterus
- Eustomias achirus
- Eustomias dendriticus
- Eustomias lipochirus
- Eustomias melanonema
- Euthynnus alletteratus
- Evermannella balbo

## F
- Facciolella oxyrhyncha
- Fistularia tabacaria
- Flagellostomias boureei
- Fodiator acutus
- Foerschichthys flavipinnis
- Fundulopanchax filamentosus
- Fundulopanchax gularis

## G
- Galeoides decadactylus
- Galeus polli
- Gempylus serpens
- Gephyroberyx darwinii
- Ginglymostoma cirratum
- Glossanodon polli
- Gobioides sagitta
- Gobionellus oceanicus
- Gonostoma atlanticum
- Gonostoma denudatum
- Grammicolepis brachiusculus
- Guentherus altivela
- Gymnallabes typus
- Gymnarchus niloticus
- Gymnothorax afer
- Gymnothorax maderensis
- Gymnothorax mareei
- Gymnura altavela
- Gymnura micrura

## H
- Halosaurus ovenii
- Helicolenus dactylopterus
- Hemerorhinus opici
- Hemicaranx bicolor
- Hemichromis bimaculatus
- Hemichromis fasciatus
- Hemiramphus brasiliensis
- Hepsetus odoe
- Herwigia kreffti
- Heterobranchus isopterus
- Heterobranchus longifilis
- Heteromycteris proboscideus
- Heterophotus ophistoma
- Heterotis niloticus[2][3]
- Hippocampus algiricus
- Hippopotamyrus psittacus
- Hirundichthys affinis
- Histrio histrio
- Holacanthus africanus
- Holtbyrnia innesi
- Holtbyrnia macrops
- Hoplunnis punctata
- Hydrocynus forskahlii
- Hydrocynus vittatus
- Hygophum reinhardtii
- Hygophum taaningi
- Hymenocephalus italicus
- Hyperopisus bebe
- Hyporhamphus picarti
- Hyporthodus haifensis

## I
- Ichthyborus monodi
- Ijimaia loppei
- Ilisha africana[4]
- Istiophorus albicans
- Isurus oxyrinchus

## K
- Kajikia albida
- Katsuwonus pelamis
- Kribia nana

## L
- Labeo parvus
- Labeo senegalensis
- Labrisomus nuchipinnis
- Laemonema laureysi
- Laeviscutella dekimpei
- Lampadena anomala
- Lampadena chavesi
- Lampadena luminosa
- Lampanyctus alatus
- Lampanyctus nobilis
- Lampanyctus tenuiformis
- Lamprogrammus exutus
- Lates niloticus
- Lepidocybium flavobrunneum
- Lepidophanes guentheri
- Leptocharias smithii
- Leptoderma macrops
- Lethrinus atlanticus
- Leucoraja leucosticta
- Lichia amia
- Lithognathus mormyrus
- Liza falcipinnis
- Liza grandisquamis
- Lobianchia dofleini
- Lophiodes kempi
- Lophius vaillanti
- Lutjanus agennes
- Lutjanus dentatus
- Lutjanus endecacanthus
- Lutjanus fulgens
- Lutjanus goreensis

## M
- Makaira nigricans
- Malacocephalus laevis
- Malacocephalus occidentalis
- Malacosteus niger
- Malapterurus beninensis
- Marcusenius mento
- Marcusenius senegalensis
- Marcusenius ussheri
- Mastacembelus cryptacanthus
- Mastacembelus nigromarginatus
- Maulisia mauli
- Megalops atlanticus
- Melamphaes leprus
- Melanostomias tentaculatus
- Merluccius polli
- Micralestes elongatus
- Micralestes occidentalis
- Microchirus boscanion
- Micropanchax macrophthalmus
- Microphis aculeatus
- Microspathodon frontatus
- Miracorvina angolensis
- Mola mola
- Monodactylus sebae
- Monomitopus metriostoma
- Mormyrops anguilloides
- Mormyrops curviceps
- Mormyrus rume
- Mugil bananensis
- Mugil curema
- Muraena melanotis
- Muraena robusta
- Mycteroperca rubra
- Myctophum affine
- Myctophum asperum
- Myctophum nitidulum
- Myctophum obtusirostre
- Myliobatis aquila
- Myrichthys pardalis
- Myrophis plumbeus
- Mystriophis crosnieri
- Mystriophis rostellatus

## N
- Nannobrachium lineatum
- Nannocharax occidentalis
- Nannocharax signifer[5]
- Naucrates ductor
- Nealotus tripes
- Nematogobius maindroni
- Nemichthys curvirostris
- Nemichthys scolopaceus
- Neoharriotta pinnata
- Neolebias ansorgii
- Neolebias unifasciatus
- Nesiarchus nasutus
- Nezumia aequalis
- Nezumia duodecim
- Nezumia micronychodon
- Normichthys operosus
- Notolychnus valdiviae
- Notoscopelus caudispinosus
- Notoscopelus resplendens

## O
- Oblada melanura
- Odaxothrissa ansorgii
- Odaxothrissa mento
- Odontostomias micropogon
- Odontostomops normalops
- Ophichthus ophis
- Ophisurus serpens
- Opisthoproctus soleatus
- Oreochromis mossambicus
- Oxynotus centrina
- Oxyporhamphus similis

## P
- Pachystomias microdon
- Pagellus bellottii
- Pagrus africanus
- Pagrus auriga
- Pagrus caeruleostictus
- Pantodon buchholzi
- Panturichthys longus
- Papyrocranus afer
- Parablennius verryckeni
- Parachanna africana
- Parachanna obscura
- Paraconger notialis
- Paragaleus pectoralis
- Parailia pellucida
- Parakuhlia macrophthalmus
- Parasudis fraserbrunneri
- Parauchenoglanis monkei
- Pareutropius buffei
- Parexocoetus brachypterus
- Pegusa triophthalma
- Pellonula leonensis
- Pellonula vorax
- Pelvicachromis pulcher
- Pelvicachromis taeniatus
- Pentanemus quinquarius
- Pentheroscion mbizi
- Periophthalmus barbarus
- Perulibatrachus elminensis
- Petrocephalus bovei
- Petrocephalus pallidomaculatus
- Petrocephalus soudanensis
- Phago loricatus
- Phractolaemus ansorgii
- Physiculus huloti
- Pisodonophis semicinctus
- Platytroctes apus
- Pollichthys mauli
- Pollimyrus adspersus
- Pollimyrus isidori
- Polycentropsis abbreviata
- Polydactylus quadrifilis
- Polyipnus polli
- Polymetme corythaeola
- Polyprion americanus
- Polypterus endlicherii
- Polypterus senegalus
- Pomadasys jubelini
- Poropanchax luxophthalmus
- Poropanchax normani
- Priacanthus arenatus
- Prionace glauca
- Pristis microdon
- Pristis pectinata
- Pristis pristis
- Prognichthys gibbifrons
- Promethichthys prometheus
- Protopterus annectens
- Psettodes belcheri
- Pseudomyrophis atlanticus
- Pseudotolithus elongatus
- Pseudotolithus epipercus
- Pseudotolithus moorii
- Pseudotolithus senegalensis[6]
- Pseudotolithus senegallus
- Pseudotolithus typus[6]
- Pseudupeneus prayensis
- Pteromylaeus bovinus
- Pteroscion peli
- Pterothrissus belloci
- Pythonichthys macrurus
- Pythonichthys microphthalmus

## R
- Radiicephalus elongatus
- Raiamas senegalensis
- Raja clavata
- Raja miraletus
- Raja rouxi
- Raja straeleni
- Regalecus glesne
- Rhabdalestes septentrionalis
- Rhincodon typus
- Rhinobatos albomaculatus
- Rhinobatos blochii
- Rhinobatos cemiculus
- Rhinobatos irvinei
- Rhinobatos rhinobatos
- Rhizoprionodon acutus
- Rhynchobatus luebberti
- Rostroraja alba
- Ruvettus pretiosus
- Rypticus saponaceus
- Rypticus subbifrenatus

## S
- Sagamichthys schnakenbecki
- Sarda sarda
- Sardinella aurita
- Sardinella maderensis
- Sardinella rouxi
- Sargocentron hastatum
- Sarotherodon galilaeus
- Sarotherodon melanotheron[7]
- Schilbe intermedius
- Schilbe micropogon
- Schilbe mystus
- Scomberomorus tritor
- Scopelarchus analis
- Scopelengys tristis
- Scopelosaurus argenteus
- Scorpaena angolensis
- Scorpaena laevis
- Scorpaena normani
- Scorpaena stephanica
- Scriptaphyosemion geryi
- Scyliorhinus cervigoni
- Searsia koefoedi
- Selar crumenophthalmus
- Selene dorsalis
- Seriola carpenteri
- Serranus accraensis
- Serranus africanus
- Serranus cabrilla
- Serrivomer beanii
- Setarches guentheri
- Sierrathrissa leonensis
- Sigmops bathyphilus
- Sigmops elongatus
- Snyderidia canina
- Sphyraena afra
- Sphyraena guachancho
- Sphyraena sphyraena
- Sphyrna couardi
- Sphyrna lewini
- Spicara alta
- Spondyliosoma cantharus
- Squalus blainville
- Squatina aculeata
- Squatina oculata
- Stegastes imbricatus
- Sternoptyx diaphana
- Sternoptyx pseudobscura
- Stomias affinis
- Stomias lampropeltis
- Stomias longibarbatus
- Strongylura senegalensis
- Syacium guineensis
- Symphurus ligulatus
- Synagrops bellus
- Synagrops microlepis
- Synaphobranchus affinis
- Synaptura lusitanica lusitanica
- Synchiropus phaeton
- Synodontis melanopterus
- Synodontis nigrita
- Synodontis ouemeensis
- Synodontis schall
- Synodontis sorex
- Synodus myops

## T
- Taeniura grabata
- Talismania antillarum
- Talismania homoptera
- Talismania longifilis
- Talismania mekistonema
- Tetrapturus pfluegeri
- Thunnus alalunga
- Thunnus albacares
- Thunnus obesus
- Thysochromis ansorgii
- Tilapia guineensis
- Tilapia mariae
- Tilapia zillii[7]
- Torpedo mackayana
- Torpedo marmorata
- Torpedo nobiliana
- Torpedo torpedo
- Trachinotus goreensis
- Trachinotus maxillosus
- Trachinotus ovatus
- Trachinotus teraia
- Trachipterus trachypterus
- Trachurus capensis
- Trachurus trecae
- Trichiurus lepturus
- Trigloporus lastoviza
- Tylosurus acus rafale

## U
- Umbrina canariensis
- Umbrina ronchus
- Uraspis secunda
- Uroconger syringinus

## V
- Valenciennellus tripunctulatus
- Venefica proboscidea
- Vinciguerria attenuata
- Vinciguerria nimbaria

## W
- Winteria telescopa

## X
- Xenodermichthys copei
- Xenomystus nigri
- Xiphias gladius

## Y
- Yarrella blackfordi

## Z
- Zanobatus schoenleinii
- Zenion longipinnis
- Zenopsis conchifer
- Zeus faber[8]